# 火影忍者動畫集數列表
日本電視動畫《火影忍者》改编自漫畫家岸本齊史的同名人氣漫畫《火影忍者》，講述忍者世界裡圍繞著身為對手的漩渦鳴人與宇智波佐助兩人與其他角色的忍者經歷。自2002年10月3日起，日本動畫工作室Studio Pierrot根據漫畫原作所改編製作的電視動畫版《火影忍者》開始在日本東京電視台播出。動畫化直到2007年2月8日以220集的集數全部完畢，由火影續作的第二部《火影忍者疾風傳》正式接檔動畫系列。

## 各篇章介绍
- 底色為   米色 表示該集為動畫原創。
- 各个篇章按照劇情內容編排。

### 波之國篇
《波之國篇》（日语：波の国編）火影忍者動畫開篇，在2002年10月3日－2003年4月2日期間播出，改編自原作漫畫的第1－44章。主要講述成為下忍的漩渦鳴人、宇智波佐助和春野櫻組成由旗木卡卡西帶領的第七班，受令執行他們的首個“C級任務”，保護一名來自波之國造橋師的安全及免受“霧隱鬼人”侵襲。
| 集数 | 标题 | 原版首映日期   |
| --- | --- | -------------- |
| 1 | 漩渦鳴人登場！ （Sanjō! Uzumaki Naruto!）                                                                              | 2002年10月3日  |
| 昔日，木葉忍者村遭到一隻九尾妖狐肆虐，狐動其尾即山崩落、海嘯起，百姓不堪其擾，召集村中所有忍者進行抵抗，其中「第四代火影」奮力對抗並將妖狐封印，最後也力竭而死。多年來，木葉村盛傳漩渦鳴人即為妖狐，因村中有絕對不能說的規定，因此仍然對鳴人採取敬而遠之的態度。不受重視的鳴人只好以惡作劇的方式引起大家注意，然而總是適得其反，僅有學校的老師伊魯卡真心相待。沒能通過忍者學校畢業考的鳴人，不慎受奸人水木所利用，偷盜初代火影的封印之書，甚至被水木殘酷道出自己體內封印九尾的真相。還好伊魯卡及時相救，使鳴人不但沒有釀成大錯、還及時學會封印之書內的「影分身之術」擊敗水木，以此實力獲得伊魯卡的認同以及畢業資格。 | |                |
| 2 | 我是木葉丸！ （Konohamaru da kore!）                                                                                   | 2002年10月10日 |
| 身為第三代火影孫子的猿飛木葉丸，為了證明自己的實力並擺脫火影孫兒的名號，無時不刻都在計劃著如何打敗自己的爺爺來讓大家認同自己；然而每次都是以失敗收場。後來他打算當鳴人的徒弟，好學會色誘之術，只不過怎麼學都學不好，後來他發現就算想成為傑出的忍者，還是必須要靠自己努力，便打消了當鳴人徒弟的念頭，轉而當鳴人的競爭對手，決定靠自己努力好好學習忍術。 | |                |
| 3 | 宿敵！？佐助和小樱 （Shukuteki!? Sasuke to Sakura）                                                                    | 2002年10月17日 |
| 鳴人與自己一直心儀的春野櫻、以及從小就針鋒相對的宇智波佐助成為三人小組，但無奈小櫻喜歡的人是比自己更優秀的佐助。為了一親芳澤，鳴人以出人意料的影分身偷襲佐助成功，並變身成佐助去接近小櫻，然而因為鳴人早上喝了過期許久的牛奶，便在緊要關頭拉肚子而沒能得逞。而佐助本尊最後與小櫻單獨會面時，聽完小櫻嫌棄“沒有父母”的鳴人之看法後，坦白現在的小櫻只讓自己感到“討厭”。 | |                |
| 4 | 考驗！求生的演練 （Shiren! Sabaibaru enshū）                                                                           | 2002年10月24日 |
| 旗木卡卡西擔任鳴人、佐助與小櫻的指導上忍老師，一副高高在上的態度、外加頻繁遲到的壞習慣，讓鳴人三人只感到無言以對。卡卡西為了確保他們三人有執行忍者任務的實力，於隔天安排好淘汰率占六成以上的「求生演練」，聲稱必須在中午前搶到自己身上的兩個鈴鐺，否則就不能吃午餐且全員不及格。受不了其挑釁的鳴人率先挑戰卡卡西，卻在躲在遠處觀戰的小櫻和佐助面前出盡洋相，但也讓佐助找到進攻的絕佳時機。 | |                |
| 5 | 不及格？卡卡西的結論 （Shikkaku? Kakashi no Keturon）                                                                  | 2002年10月31日 |
| 卡卡西展現的實力遠超鳴人三人的想象，分別行動的小櫻和佐助分別落敗，鳴人也因為想偷吃午餐而被綁在樹樁上。卡卡西由此判定獨斷專行、毫無團隊精神的鳴人三人都沒資格成為忍者，但還是網開一面而給他們重新挑戰的機會。即使卡卡西嚴格規定不能給鳴人享用午飯，但佐助經過不久前的訓誡而學會重視同伴、與小櫻共同將食物分給鳴人。為同伴著想的三人反而因此通過卡卡西的最難考驗，成為卡卡西手下第一批過關的忍者。 | |                |
| 6 | 重要任務！往波之國出發！ （Jūyō ninmu! Nami no Kuni e chō-shuppatsu!）                                                 | 2002年11月7日  |
| 鳴人三人以第七班的身份開始執行正式的忍者任務，然而一開始負責的僅是尋找失蹤的寵物貓之「D級任務」。鳴人為此極為不滿，後來在他的極力爭取之下，第七班接下一件「C級任務」，負責保護一名叫作達茲納的造橋師回去波之國。然而三人任務途中遇到中忍級別的敵國忍者，最後必須由卡卡西出面解決，並懷疑起這場任務的本質。鳴人面對敵人時首次感到害怕，不但手受傷還受到佐助嘲諷，便下定決心不再退縮。 | |                |
| 7 | 霧之暗殺者！ （Kiri no ansatsusha!）                                                                                   | 2002年11月14日 |
| 在達茲納全盤托出之後，第七班才明白這次任務的危險程度非同小可，就在他們剛踏上波之國的領土不久，很快遇到另一名手持「斬首大刀」的強敵擋路，身份竟是以“無聲無息的暗殺”聞名、有「鬼人」之稱的桃地再不斬。聽聞過其名號的卡卡西深感不安，不得不拿下眼罩露出深藏已久、原屬於宇智波一族的獨特眼睛「寫輪眼」。雖然如此，如臨大敵的鳴人、佐助和小櫻仍嚇出一身冷汗，掀起一場驚險萬分的忍術對決。 | |                |
| 8 | 以痛發誓的決心 （Itami ni chikau ketsui）                                                                              | 2002年11月21日 |
| 面對再不斬的強大及殘忍程度，卡卡西不慎大意而被水牢術囚禁，使再不斬沒費功夫便掌控大局，並諷刺鳴人一行下忍只是乳臭未乾的小鬼。深感不妙的卡卡西只好命令鳴人他們趕緊逃命，佐助深知即使逃走也會被殺，然而硬是上陣挑釁也不是再不斬的對手。鳴人眼看情勢不對，卻想起自己以手受傷發誓再也不逃的決心，於是心身一計與佐助聯手，準備好出奇制勝擊敗再不斬並解救卡卡西。 | |                |
| 9 | 寫輪眼的卡卡西 （Sharingan no Kakashi）                                                                                | 2002年11月28日 |
| 在鳴人與佐助首次合作使用奇招之下，卡卡西順利從水牢術中脫困，且不再大意迅速展現寫輪眼的實力，當場預見且複製再不斬即將使用的所有忍術而將其擊退。眼看再不斬即將不敵，此時卻出現一名自稱是霧忍村專門追殺再不斬一類的叛忍之「暗殺部隊」的神秘少年，其在眨眼間就“殺死”再不斬後帶走其遺體。此舉令鳴人頗為不服氣，但認為能從這種生死戰鬥中倖免便謝天謝地。就在這時，卡卡西突然應聲倒地不起… | |                |
| 10 | 查克拉的森林 （Chakura no mori）                                                                                       | 2002年12月5日  |
| 卡卡西臥床一星期後平安在達茲納家中清醒，然而宿敵再不斬其實仍倖存，被偽裝成暗殺部隊的同伴白及時營救，同樣花費一星期養傷。卡卡西隨後在森林裡訓練鳴人三人如何控制並活用身上的查克拉、集中於腳底進行爬樹的訓練，當鳴人和佐助均無可奈何時，擅長控制查克拉的小櫻卻比他們倆都捷足先登。卡卡西同時察覺到鳴人體內隱藏的查克拉，可能凌駕於自己之上。 | |                |
| 11 | 英雄的國度 （Eiyū no ita kuni）                                                                                        | 2002年12月12日 |
| 鳴人跟佐助仍繼續進行爬樹的修練，首先完成訓練的小櫻則是上街繼續保護達茲納的安全，在此過程中發現波之國非常貧窮。達茲納決定如實講述國家淪為如此的起因，特別提到伊那利的繼父凱沙曾是波之國的英雄人物，卻因為卡多的介入而被當場殺一儆百。目睹繼父被殺的伊那利從那時起個性徹底轉變，不相信世上有所謂英雄的存在，此舉卻讓鳴人下定決心，要證明給大家看，這世上還是有英雄存在。 | |                |
| 12 | 橋上的決戰•再不斬再現 （Kyōjō kessen! Zabuza futatabi!!）                                                              | 2002年12月19日 |
| 鳴人為了讓自己變得更強而無時不刻地去修煉，與佐助在爬樹修煉中略有勝負，使他們兩人都成長不少。而鳴人在一天清晨時短暫與穿和服採藥的白見面，而兩人彼此談論起各自的“夢想”。就在達茲納建立的大橋即將完工前，一部分工人因為恐懼於卡多的勢力而選擇放棄工程。卡多更是將目標鎖定在達茲納的家人身上，而再不斬為了一雪前恥而無視其命令，伴隨著濃霧再次現身於橋上的達茲納、卡卡西一行人面前。 | |                |
| 13 | 白的秘術•魔鏡冰晶 （Haku no hijutsu - Makyō Hyōshō）                                                                   | 2002年12月26日 |
| 專心修煉的鳴人不知道橋上的戰況，但很快察覺到異狀而從卡多部下手中救下伊那利與津奈美母子。在橋上，第七班發現再不斬與白的合作關係，當卡卡西負責對付再不斬時，佐助立刻與白陷入激戰。雖然佐助一開始即以速度取勝，但白轉眼間施展自己的獨門秘術·魔鏡冰晶。眼花繚亂的鏡面分身加上驟雨般的千本，開始讓佐助陷入危機中，直到最愛鬧事的鳴人及時出現，姑且讓佐助脫離危險。 | |                |
| 14 | 意外性第一的鳴人參戰 （Igaisei nanbā wan, Naruto sansen!）                                                             | 2003年1月9日   |
| 鳴人的及時出現並沒有讓第七班的危機好轉，白仍擁有瞬間壓制住他們兩人的絕對實力，讓第七班全員陷入更深的危機當中。雖然鳴人和佐助處於絕對的劣勢中，但是白的千本卻集體避開要害，源於白的內心深處仍有很深的感情因素存在。而鳴人的突然現身，也勾起白對過去的一些回憶…。 | |                |
| 15 | 視線為零的戰鬥•封鎖寫輪眼 （Shikai zero no tatakai - Sharingan kuzushi）                                               | 2003年1月16日  |
| 隨著鳴人和佐助陷入生死困境，卡卡西雖想去支援，卻也因為顧及達茲納的安危而抽不離身。鳴人卻憑著一股衝勁不斷地用影分身之術突破重圍，在此期間幫佐助找到致勝先機的絕佳時機。而在外面，眼看再不斬即將斬向達茲納，連在其身邊護衛的小櫻都無力阻止，迫使卡卡西隻身替她們擋下一刀… | |                |
| 16 | 被解放的封印 （Kaihō sareta fūin）                                                                                     | 2003年1月23日  |
| 負傷的鳴人開始難以維持體力跟白周旋，即將被殺之際迫使佐助隻身替鳴人擋下致命一擊，但表示是“身體不由自主的行動”後倒地不起。目睹佐助生死未卜的鳴人陷入憤怒，使體內九尾的封印險些被解放，也因為這股洩漏出來的力量，當成擊破白的魔鏡冰晶。另一邊，卡卡西雖身中一刀卻不為所動，還靠再不斬刀上留下自己的血，靠自己的通靈犬追蹤到再不斬的位置並拿下。 | |                |
| 17 | 白色的過去•隱藏的回憶 （Shiroi Kako - Himeta omoi）                                                                    | 2003年1月30日  |
| 憤怒到達頂點的鳴人卻發現，面具之下的白就是他在樹林中曾遇到的少年，使他一時下不了手殺死白，而白也在此時回憶起自己的淒慘童年。出生於一座山村的白曾因為身體裡繼承被當地人視為“禁忌”的「血繼限界」，與母親共同遭到父親與村民的追殺，驚恐萬分之下覺醒能力殺光全村人而獨自流浪，直到被再不斬在路上收留而成為其部下。 | |                |
| 18 | 名為忍者的工具 （Shinobi to iu na no dōgu）                                                                            | 2003年2月6日   |
| 白為了感激再不斬的收留之恩，甘願為再不斬斬斷所有的感情、甚至連命都可以不要，認定自己只是再不斬的「工具」。如今輸給鳴人則等同於失去存在的價值，白便懇請鳴人殺死自己。然而當白發現再不斬身陷危機時，立刻拋下一切趕往再不斬身邊，替他擋下卡卡西的致命一擊而死。本對此毫不在意的再不斬，卻發現自己已無法正常發揮實力，還因此失去結印能力。這時，卡多率軍抵達橋上準備清理門戶… | |                |
| 19 | 在雪中離去的再不斬… （Zabuza yuki ni chiru...）                                                                        | 2003年2月13日  |
| 面對卡多的詆毀，再不斬仍然毫不在意，看不下去的鳴人為此含淚替白抱屈，最終使再不斬無法控制住身心的悲痛而流淚。為了替白報仇雪恨，再不斬僅靠鳴人的一把苦無、以「鬼人」的姿態突破重圍，將罪無可赦的卡多活活殘殺後傷重倒地。緊接著波之國村民集體受伊納利號召而團結起來，成功將卡多的大軍嚇跑。臨終之際的再不斬選擇躺在白的身邊，在飄雪中離開這個世界。第七班將兩人下葬，並隨著橋順利完工而圓滿完成任務。 | |                |
| 20 | 新章突入！中忍考試 （Shinshō totsunyū! Chūnin Shiken dattebayo）                                                       | 2003年2月20日  |
| 結束波之國任務的第七班回到木葉村後開始全新的日常任務，覺得無聊之時突然遭遇幾名來自別的忍村的忍者，其中就有能力偏強、打算找鳴人跟木葉丸他們麻煩的砂忍勘九郎和手鞠。佐助及時阻擋而使麻煩平息，但所有人都被實力出眾的砂忍我愛羅所震懾。而一行人隨後經過追問對方才知道，木葉村內即將舉辦一年兩度的新一屆「中忍選拔考試」。 | |                |
| 21 | 報上名來！現身的強敵們！ （Nanore! Arawareta kyōteki tara!!）                                                          | 2003年2月27日  |
| 卡卡西、阿斯瑪和紅集體推薦鳴人在內的當屆九名新人下忍，都有資格參加這次晉升中忍的考試。然而這次考試充滿詭譎多變的氣氛，除了參試者中龍蛇混雜以外，連不放心的伊魯卡老師也化身為雨忍，打算替鳴人他們先來一個預備測驗。經過一番測試後，讓伊魯卡見識到自己的學生們的成長，心服口服地同意鳴人他們接受中忍考試。考試當天，鳴人三人帶頭替所有考生通過遞交申請書的環節，也讓幾名高手對佐助充滿興趣。 | |                |
| 22 | 氣勢120％！赤手空拳的挑戰 （Kiai hyaku-nijū pāsento Nau de rokku na chōsenjō!）                                        | 2003年3月6日   |
| 比鳴人一行人高一屆的李洛克為了向小櫻示愛，決定在考試前向佐助下挑戰書。接受挑戰的佐助卻跟鳴人一樣不是小李的對手，源於小李是精通體術的當屆最強下忍之一，即使有寫輪眼也難以跟上小李經過苦練的高速動作。而指導小李的“濃眉”老師阿凱，身為卡卡西永遠的對手，立刻趕到並斥責小李自作主張而停止打鬥。即使開局不利，但佐助仍對於這場即將開始的中忍考試抱著興奮的心情。 | |                |
| 23 | 踢掉對手！九位新人全員到齊 （Kechirase raibaru! rūkī nainu zenin shūgō）                                               | 2003年3月13日  |
| 卡卡西出現在考場門口稱讚鳴人三人抱著勇氣前來參加考試，而沒想到才剛到考場，就開始一番實力相爭的角力戰。在這座高手雲集的考試場合，使其他同一屆新人下忍們難以掩飾心中的不安，唯獨鳴人充滿自信、毫不畏懼地報上名號，甚至還大聲的向受驗考生挑釁。然而這麼做不慎使三名音忍經不起挑釁而發起攻擊，直到第一場考試的主考官森乃伊比喜現身… | |                |
| 24 | 馬上開始淘汰？超難的第一場考試 （Ikinari shikkaku? Chō-nankan no daiichi shiken）                                      | 2003年3月20日  |
| 伊比喜一聲令下使所有考生分散就坐，鳴人得知第一場考試是自己最不擅長的筆試後立刻嚇出一身冷汗。而且考題之難度令佐助察覺到用意其實是希望他們作弊取勝、即「情報搜集能力」；但也明示任何人被發現作弊五次則當場淘汰，而一組三人之中只要有一人遭淘汰則連累全組。考試環境使鳴人惶恐不安，眼看著作弊的人一個接一個遭淘汰，考試時間也逐漸接近尾聲，仍是白卷一張的鳴人決定在最後才公佈的第十題上賭一把。 | |                |
| 25 | 決定生死的第十题！ （Deta-toko shōbu! funbari dokoro no jū monme）                                                     | 2003年3月27日  |
| 伊比喜身為木葉村的刑訊部隊長，專長是拷問與施加身心壓力，在剩餘未被淘汰的全體考生面前公佈令人絕望的「第十題」，只要回答正確即通過考試，回答錯誤即永遠失去晉級中忍的資格，但也給在座考生自行選擇要考或不考。所幸鳴人以不服輸的個性把持住內心不安，以此決心獲得伊比喜賞識，還宣佈所有選擇留下來的考生們集體過關，使眾人有驚無險的順利通過相對而言最輕鬆的第一場考試。 | |                |
| 26 | 進入死亡森林前的報導！木葉的學年刊物！ （Zettai hikken! Shi no Mori chokusen rupo! Konoha no gakkyū shinbun da kore!） | 2003年4月2日   |
| 在火影的同意下，木葉丸開始中忍第二場考試前的採訪活動，在木葉丸他們採訪的同時，也一起介紹自第一集開始到現在所出現過的人物與忍術。 | |                |

### 中忍考試篇
《中忍考試篇》（日语：中忍試験編）火影忍者第二篇章，在2003年4月2日－2003年10月1日期間播出，改編自原作漫畫的第45－89章。主要講述波之國任務結束不久，木葉村迎來半年一度的「中忍選拔考試」，第七班與其他同期下忍都獲得各自的上忍推薦參加，使他們必須想辦法應對危機四伏的考試難題、以及來自其他村子的“強敵”。
| 集数 | 标题                                                                                              | 原版首映日期  |
| --- | ------------------------------------------------------------------------------------------------- | ------------- |
| 27 | 第二場考試開始！四周圍全都是敵人！ （Daini shiken sutāto! Mawari wa minna teki darake!）          | 2003年4月2日  |
| 第二場考試將是在「死亡森林」中進行為期五天的生存戰，主考官御手洗紅豆公佈完堪稱「殘酷」的考試規則後，所有考生意識到必須搶奪別人的卷軸、組成天地兩卷並在時限內抵達終點才能通關。而所有人也心知肚明，周圍的人都有可能是敵人，但都紛紛簽下同意書參與考試。考試剛開始，除了佐助他們這組馬上就被不同的強敵鎖定以外，很快就有人在死亡森林中發出悲鳴。                                                                       |                                                                                                   |               |
| 28 | 是吃還是被吃！被蛇吞掉的鳴人 （Kū ka kuwareru ka! Esa ni natta Naruto）                           | 2003年4月9日  |
| 佐助剛解決掉一個想冒充鳴人搶卷軸的雨忍，一名女性草忍突然同樣以冒充鳴人的方式現身，僅憑眼裡的殺氣讓佐助與小櫻動彈不得。佐助被迫刺傷自己、以痛苦掙脫恐懼而帶小櫻脫身，但草忍仍緊追在後。另一邊的鳴人不慎被一條巨蟒吞掉，即將被消化之際靠自己與佐助之間的羈絆而激發起不放棄的決心，最後運用影分身之術從巨蟒的肚子裡脫困，還因此在危急中救下陷入危機的佐助。                                                             |                                                                                                   |               |
| 29 | 鳴人的反擊！有膽就不要逃！ （Naruto hangeki! nigenēndattebayo!）                                  | 2003年4月16日 |
| 面對前所未有的強敵，佐助首次自亂陣腳，對死亡的恐懼使他險些做出交出卷軸投降的決定。但是鳴人卻毫不畏懼地跟草忍單打獨鬥，而封印在鳴人體內的妖孤力量一度甦醒。但鳴人最終沒能取勝，草忍甚至用「五行封印」避免鳴人再次使用妖狐的力量。另一方面，紅豆一行上忍在試場外面發現三具草忍的屍體，而且面容皆被取走，紅豆馬上知道是什麼人所為，下令通知火影以外，火速進入考場中尋找真兇。                                           |                                                                                                   |               |
| 30 | 甦醒吧！寫輪眼！必殺·火遁龍火之術 （Yomigaere Sharingan! Hissatsu: Katon Ryūka no Jutsu!）        | 2003年4月23日 |
| 隨著鳴人落敗且陷入昏迷，佐助依然裹足不前，小櫻再也忍不住而大聲斥責佐助比鳴人更膽小，才令佐助醒悟決定豁出性命，卯足幹勁對抗草忍。在佐助的「龍火之術」攻擊下，草忍終於現出自己的音忍護額及恐怖的真面目，曾經的木葉三忍之中被稱為天才、如今是S級叛忍的大蛇丸。佐助被大蛇丸在脖子上留下神秘咒印而昏倒。而紅豆曾作為大蛇丸的部下，脖子上留有相同咒印，最後同樣無力阻止大蛇丸，得知他另有安排後眼睜睜地看著他逃跑。        |                                                                                                   |               |
| 31 | 濃眉小子的真情！到死我都會保護妳！ （Geki mayu puratonikku! Boku wa shinu made anata o mamoru!!） | 2003年4月30日 |
| 隨著佐助和鳴人都陷入深深的昏迷，小櫻只能獨自肩負起保護他們的責任。然而以托斯為首的三名音忍展開襲擊，意圖服從大蛇丸的指令殺死佐助。就在小櫻陷入絕境的同時，剛好被脫隊單獨行動的小李相救。小李為了表現保護小櫻的決心，甚至還使用禁忌體術，然而最後仍無法抵抗，直接在三名音忍面前敗下陣來。 |                                                                                                   |               |
| 32 | 櫻花開了！决心的背影 （Sakura saku! Ketsui no ushiro sugata）                                     | 2003年5月7日  |
| 眼看著小李即將不敵，小櫻頓時下定決心、奮力一搏保護自己的同伴。為此，小櫻不惜把自己為了佐助而留了多年的長髮一刀斬斷，獨自與音忍拼死一搏。即使是以卵擊石，但她奮勇抵抗的身影著實讓在一旁觀看的井野、鹿丸和丁次一組深深佩服。就在小櫻無力抵抗時，無法坐視不管的井野小組也決心加入這場戰鬥。 |                                                                                                   |               |
| 33 | 無敵的陣容！豬鹿蝶 （Muteki no fōmēshon! InoShikaChō!!）                                          | 2003年5月14日 |
| 井野小組雖然展現出「豬鹿蝶」的驚人氣勢與團隊合作，然而面對為了達成目的不惜殺死同伴的托斯一組面前一籌莫展。就在小李的同伴寧次和天天即將介入戰局時，佐助突然從昏迷中清醒，而且還夾雜著某種強大且詭異之邪惡力量，源自大蛇丸留下的咒印。這股力量讓佐助展現出前所未有的力量，內心同時變得暴戾而重創薩克的雙臂，導致托斯瞬間孤身一人。直到小櫻上前哭求佐助停手，才讓佐助恢復原狀，具有自知之明的托斯則留下地之卷軸後離開。 |                                                                                                   |               |
| 34 | 受到驚嚇的赤丸！我愛羅的驚異實力 （Akamaru bikkuri! Gaara, Kyōi no Jitsuryoku）                   | 2003年5月21日 |
| 輕鬆得到所需卷軸而奔往終點高塔的犬塚牙一組，由於忍犬赤丸察覺到驚人的查克拉而害怕不已。而牙、志乃與雛田還是決定前往查探情況，卻親眼目睹我愛羅手刃三名雨忍的恐怖慘狀，而赤丸甚至因此而不停的發抖。而紅豆還未應對大蛇丸的問題，就在中忍匯報得知我愛羅小組以破紀錄的時間到達高塔內，並且從他毫髮無傷的情況判斷，實力早已在中忍之上。                                                                                     |                                                                                                   |               |
| 35 | 嚴禁偷看！卷軸的秘密！ （Nozoki mi genkin! Maki mono no himitsu）                                 | 2003年5月28日 |
| 第二場考試進行到第四天，多花費兩天時間療傷的鳴人一組仍未湊齊卷軸，心急的鳴人和小櫻險些動起歪念，趁佐助不在的時候意圖打開卷軸偷看內容再加以復製；而兩人並不知道，另一頭已有一個下忍小組同樣以身試法卻以“不幸”收場。兩人即將開卷的瞬間被兜學長阻止，其告知違反規則則會強行退出考試，同時決定協助鳴人一組過關。 |                                                                                                   |               |
| 36 | 分身對決！我才是主角喔 （Bunshin taiketsu! Ore ga shuyaku dattebayo!）                            | 2003年6月4日  |
| 四人即將抵達終點之際，再次受第二場考試首日交涉過的雨忍強敵朧施展的幻術分身圍攻，鳴人毫無畏懼地以影分身應戰，唯獨佐助因咒印發作而無法參戰。鳴人的成長也讓佐助他們深感驚訝，在佐助和兜的協助之外，順利擊敗敵人且拿到天之書的卷軸。隨著鳴人一組在塔前感謝兜的舉手之勞，卻不知道兜其實是大蛇丸埋在木葉村內的間諜。 |                                                                                                   |               |
| 37 | 通過第二場考試！氣勢如宏的九位新人 （Daini shiken toppa! seizoroi rūkī nainu!）                   | 2003年6月11日 |
| 及時抵達終點高塔的第七班，照指示打開卷軸後受到他們昔日的老師伊魯卡迎接。而伊魯卡在鼓勵的同時，讓他們領會這次考試的真正用意，是在於考驗他們能否勝任中忍的任務執行能力。而第七班在內的其他九名新人集體通過第二場考試，但由於人數較多、考量到第三場考試會有各國大名前來觀摩，使考試方決定為第三場考試舉行“預選”。 |                                                                                                   |               |
| 38 | 半數淘汰！突然就考試了喔 （Gōkakusha nibun ni ichi!? Ikinari shiai dattebayo!!）                  | 2003年6月18日 |
| 監督考試的第三代火影宣佈預選將是一對一的個人戰，只有十名勝利者才有資格參加各國大名前來觀摩的第三場考試，並由原是木葉暗部的月光疾風擔任主考官。佐助因為持續一直被脖子上咒印困擾，並因此無法正常使用寫輪眼或輕易運用查克拉，甚至碰巧成為第一名上場戰鬥的參賽者。而他的對手則是擅長吸取查克拉的鎧，導致戰況逆轉直下。                                                                                                   |                                                                                                   |               |
| 39 | 濃眉小子吃醋了！「獅子連彈」誕生 （Geji mayu jerashī! "Shishi Rendan" Tanjō）                     | 2003年7月2日  |
| 佐助受困於脖子上的咒印而無法施展全力，只能在對戰中讓鎧佔盡上風。雖然如此，靈機一動的佐助靠先前與小李的一戰，自創出一套新的體術，而鎧面對突如其來的攻擊而完全無力反擊。期間佐助身上的咒印險些失控，但仍被佐助克制下來，最後打敗鎧而取得晉級考試的資格。而卡卡西將佐助帶往別處將咒印封印時，大蛇丸突然出現在他身後… |                                                                                                   |               |
| 40 | 一觸即發！卡卡西對大蛇丸 （Isshokusokuhatsu!! Kakashi vāsasu Orochimaru）                         | 2003年7月9日  |
| 大蛇丸準備上前搶奪佐助，迫使卡卡西做好與大蛇丸同歸於盡的準備，但最後僅僅因為大蛇丸選擇暫時作罷而離開，才避免一場拼死衝突。而咒印封印成功的佐助昏睡過去，被卡卡西安排在有暗部監護的病房中。回到第二場預選賽中，油女志乃靠身上獨有的寄壞蟲以及智取戰術打敗音忍薩克，使薩克用來攻擊的兩隻手徹底廢掉，緊接著上場的則是劍美澄對勘九郎。                                                                                   |                                                                                                   |               |
| 41 | 死對頭的衝突！少女的心是認真的 （Raibaru gekitotsu! Otome gokoro wa honki mōdo）                  | 2003年7月16日 |
| 隨著勘九郎靠傀儡機關輕鬆完勝，緊接著登場的是小櫻與井野，讓這對童年就在一起玩耍的“死對頭”在預選中彼此競爭。昔日因為“寬額頭”而總是被其他同齡女生嘲笑的小櫻，幾乎每次都需要個性豪放的井野挺身保護，唯獨這次不希望井野因為憐憫而手下留情，而是盡全力與自己對打。最後雙方都在額頭上佩戴護衛，以忍者的身份公平決勝負。 |                                                                                                   |               |
| 42 | 最佳的戰鬥就得這樣才行 （Besuto batoru wa shānnarō!!）                                            | 2003年7月23日 |
| 面對決心滿滿的小櫻，井野同樣割斷自己的長髮來證明覺悟，準備靠命中率不高的秘技「心轉身之術」取勝。原以為能輕鬆閃躲的小櫻不慎大意，雙腳被井野用地上的頭髮製成的查克拉繩子牢牢捆住，無法動彈之下被井野控制住身心。但小櫻在輸之際被觀戰的鳴人激勵而將井野逼出意識，勢均力敵的兩人都因查克拉耗盡而倒下，成為唯一雙方都沒有通過預選的組合。                                                                                 |                                                                                                   |               |
| 43 | 退縮的鹿丸！女忍者們的熱戰 （Shikamaru tajitaji!? Kunoichi-tachi no atsuki tatakai）              | 2003年7月30日 |
| 手鞠在第五場預選中靠強大的風遁完勝擅長使用忍具的天天，緊接著是鹿丸跟女音忍金的對戰。兩人除了忍術的對抗之外，還將周遭環境加以利用，最後是鹿丸的觀察力略勝一籌，靠機智手段而成功晉級。 |                                                                                                   |               |
| 44 | 赤丸參戰！誰才是喪家犬 （Akamaru sansen!! Makeinu wa docchi da?）                                 | 2003年8月6日  |
| 第七場預選是由鳴人對抗犬塚牙以及其忍犬赤丸，牙則是開心地認為自己幸運得到最容易對付的人。剛開始鳴人因為過於輕敵，很快被牙肘擊肚子至吐血倒地。當在場大部分人認為勝負顯而易見時，直到戰鬥中的鳴人採用智取戰術，使所有同期下忍們都對這名曾經學不會變身或分身的“吊車尾”鳴人刷新認知。 |                                                                                                   |               |
| 45 | 雛田臉紅！觀眾目瞪口呆,鳴人的絕招 （Hinata sekimen! Kankyaku anguri, Naruto no oku no te）        | 2003年8月13日 |
| 牙為了打敗鳴人使出渾身解數，靠軍糧丸、煙霧彈以及與赤丸配合使出從小練到大的秘技「牙通牙」佔盡上風，鳴人無論如何就是不認輸。後來鳴人無意之下使出讓大家跌破眼鏡的「奇招」，因而取得致勝的先機，最終在眾人面前贏下這場戰鬥。原本在校時期就瞧不起鳴人的牙，經此一役對鳴人徹底地改觀。 |                                                                                                   |               |
| 46 | 白眼開眼！內向的雛田的大膽決心！ （Byakugan kaigen!! Uchiki na Hinata no daitan ketsui!）         | 2003年8月20日 |
| 鳴人破天荒完勝不久，離場治療的牙告誡雛田，若遭遇到我愛羅或是列為日向分家的寧次則必須馬上棄權。然而雛田不巧在第八場中對上表哥寧次，而寧次也正式開打前奉勸能力偏弱的雛田棄權，但是雛田並沒有這麼做，再加上雛田受自己一直崇拜的鳴人所鼓勵，讓雛田下定決心接受眼前的挑戰。 |                                                                                                   |               |
| 47 | 在心上人的面前 （Akogare no hito no me no mae de!!）                                              | 2003年8月27日 |
| 雛田即使深知自己無法對敵，加上寧次完全沒有手下留情，卻因為想改變自己的信念，甚至大家都認定她沒辦法繼續比賽，她仍用盡全身的力氣站起來面對寧次。正當寧次滿懷殺意地攻向雛田時，不得不靠疾風及三名上忍同時出手終止比賽。看著因自己而遍體鱗傷的雛田，鳴人發誓會替她打敗寧次。 |                                                                                                   |               |
| 48 | 我愛羅粉碎！年輕！力量！爆發力！ （Gaara funsai!! Wakasa da! Pawā da! Bakuhatsu da!）             | 2003年9月3日  |
| 第九場預選賽輪到小李與猶如怪物般的我愛羅對打，勘九郎和手鞠起初都不看好小李，而其他人也認為小李對抗我愛羅等同於以卵擊石。直到阿凱命令小李把腳踝上的助修煉重物取下，導致戰局瞬間逆轉。我愛羅因沙子防禦跟不上而首次變得被動不堪，雖然連勘九郎和手鞠都大跌眼鏡，但我愛羅其實還未發揮出真正的力量。 |                                                                                                   |               |
| 49 | 熱血急轉直下！終於炸裂的禁止的奧義！ （Nekketsu ochikobore! Tsuini Sakuretsu, kindan no ōgi!）    | 2003年9月10日 |
| 我愛羅接著爆發出比之前更恐怖的實力，眼看著小李就要輸掉這場比賽，但是在阿凱的同意之下，小李使出體術中的禁忌奧義「八門遁甲」，其威力之驚力令在場觀戰的人都歎為觀止。小李也因此得以直接攻擊到我愛羅的身體，然而我愛羅的砂子防禦力，早已超越眾人的想像。 |                                                                                                   |               |
| 50 | 嗚呼小李！這樣才是男子漢 （Aa Rokku Rī! Kore ga otoko no ikizama yo!!）                           | 2003年9月17日 |
| 原本以為被小李打敗的我愛羅，因背上的葫蘆化為沙子而扛下小李的拼死一擊。因為表蓮華而力氣用盡的小李，仍然敗在我愛羅的砂縛柩之下。即使左手和左腿均受重創，小李仍然站起來，最後不得不由凱出手阻止比賽，才讓我愛羅收手而完勝。凱得知小李身體遭受到空前的傷害，甚至被告知可能無法再繼續從事忍者的工作。 |                                                                                                   |               |
| 51 | 在暗處蠢動的黑影！佐助面臨的危機！ （Yami ni ugomeku kage Sasuke ni semaru kiki!）                | 2003年9月24日 |
| 隨著音忍托斯在第十場比賽中輕易打敗丁次，預選賽也到此結束，通過預選的下忍們得知一個月後進行的最終決賽及對戰組合。而卡卡西馬上去看佐助靜養的現況，剛好遇到想暗殺佐助的兜，卡卡西雖然僥倖阻止兜傷害佐助，卻讓他逃之夭夭。 |                                                                                                   |               |
| 52 | 惠比斯再現！寡廉鮮恥我可饒不了哦 （Ebisu futatabi! harenchi wa watashi ga yurushimasen zo!）      | 2003年10月1日 |
| 卡卡西建議鳴人讓惠比斯指導修行，鳴人對曾干涉過木葉丸的惠比斯相當不以為然，為了讓鳴人心服口服，提議以你跑我追的方式來下定奪，後來惠比斯果然技高一籌，沒想到卻在這個時候殺出程咬金－自來也。 |                                                                                                   |               |

### 毀滅木葉行動篇
《毀滅木葉行動篇》（日语：木ノ葉崩し編）火影忍者第三篇章，在2003年10月8日－2004年4月21日期間播出，改編自原作漫畫的第90－138章。故事直接延續中忍考試預選過後，所有晉級者各自修煉後參加正式選拔賽。但比賽過程中，敵人突如其來展開的「毀滅木葉行動」迫使考試中斷，導致各個下忍、上忍以及三代火影，為了保護木葉村而與敵人展開背水一戰。
| 集数 | 标题                                                                                                 | 原版首映日期   |
| --- | --- | -------------- |
| 53 | 唉呀好久不見！好色仙人登場！ （Aiyashibaraku! Ero-sennin tōjō!）                                     | 2003年10月8日  |
| 被鳴人戲稱為「好色仙人」的自來也雖然是一個喜愛偷窺、不折不扣的色鬼，但鳴人還是從自來也身上學到不少東西，陪他相處一天而發展為師徒般的情誼，自來也同時幫鳴人解開大蛇丸設下的五行封印。而晚間，惠比斯自願將修煉鳴人的工作讓給自來也，並認為只有曾和大蛇丸並肩為「木葉三忍」的自來也，有能力教導鳴人並阻止大蛇丸。                                                               | |                |
| 54 | 好色仙人直傳的通靈之術！ （Ero-sennin jikiden Kuchiyose no Jutsu dattebayo!!）                       | 2003年10月15日 |
| 當鳴人繼續陪自來也修練時，在他提供的卷軸上簽下契約得以使用召喚蛤蟆的「通靈之術」，但查克拉控制不精的鳴人當時僅僅只會召喚出蝌蚪。另一邊，托斯意識到自己被大蛇丸當成炮灰，企圖刺殺我愛羅得以在考試中殺死佐助，卻低估我愛羅詭異的實力而慘死。偶然探聽得知兜是音忍間諜的疾風不幸成為犧牲者，其死前偷聽到砂忍與音忍聯手準備摧毀木葉。                                             | |                |
| 55 | 難過的回憶！代表願望的一朵花 （Setsunai omoi Negai o kometa ichirin）                                | 2003年10月22日 |
| 小櫻帶花想去探望住院佐助卻遇到受重傷的小李，看著他強忍疼痛繼續修練，不理解男生為什麼總是愛逞強，而佐助則是從病房中直接消失的無影無蹤。另一方面，鳴人則是繼續跟著自來也修練，艱辛地修煉通靈之術，只不過仍然沒有什麼進展。另一邊，卡卡西試用預選時用寫輪眼複製到的小李之體術，同時親自指導溜出醫院的佐助。                                                                     | |                |
| 56 | 必須賭上性命的修練 （Sei ka shi ka!? Menkyo kaiden wa inochi kake!）                                 | 2003年10月29日 |
| 為了確保鳴人能隨心所欲的控制體內的九尾查克拉，自來也選擇用較為激烈的手段來達成目的，因此刻意將鳴人推下深不見底的峽谷，強迫鳴人開啟寄宿在體內的九尾的查克拉。面對死亡的恐懼，鳴人首次會面體內的九尾、收穫期查克拉來發動通靈之術，此舉奏效使鳴人終於召喚出一隻巨大蛤蟆… | |                |
| 57 | 四處亂竄的蛤蟆老大登場 （Tonda! Haneta! Mogutta! Gama oyabun tōjō!!）                                | 2003年11月5日  |
| 在自來也的激勵之下，鳴人喚醒內在的九尾查克拉，卻也因此將桀驁不馴的蛤蟆老大召喚出來。這頭連自來也都沒辦法完全馴服的蛤蟆老大讓鳴人吃盡苦頭，但鳴人還是堅持到黃昏都不離開，最後成為繼第四代火影之後首位獲得蛤蟆老大賞識的人。當鳴人精疲力竭昏倒時，被即將解除通靈術的蛤蟆老大放在醫院門口。                                                                                     | |                |
| 58 | 病房裡的魔掌 （Shinobi yoru ma no te! Nerawareta Byōshitsu）                                         | 2003年11月12日 |
| 鳴人在醫院一覺睡三天，被探病的鹿丸叫醒後得知隔天就是考試決賽。與此同時，我愛羅經不起怒火，打算對睡在病房內的小李下毒手，但動手之際被鳴人阻止。我愛羅默默講述自己兒時起便有一頭“野獸”封印在體內，導致自己受盡折磨、面對父親的輪番“刺探”。即使鳴人能稍許理解我愛羅的經歷，但還是拒絕讓步。隨著阿凱介入制止場面，才讓我愛羅罷手離去。                                           | |                |
| 59 | 猛烈地衝刺！正式比賽開始了 （Mō retsu Mō Tsui Mō Dasshu Hansen kaishi dattebayo）                    | 2003年11月19日 |
| 正式的選拔即將開始，由於一開始就面對強敵寧次，鳴人造成不小的壓力。而隔天前往試場的路上，鳴人不但遇到康復中的雛田，以及突如其來的麻煩事，但還是受木葉丸指引的近路而及時趕到會場。 | |                |
| 60 | 白眼對影分身！我絕對會赢 （Byakugan bāsasu Kage Bunshin! Ore wa zettē katsu!!）                      | 2003年11月26日 |
| 正式選拔隨即展開一對一的淘汰賽，各國大名加上現任風影集體前來觀賽，而第三代火影·猿飛蒜山也安排好預防萬一的保全措施。而除了佐助以外的八名選手集體到場，並由上忍玄馬擔任主考官。首場比賽便是鳴人與寧次的對戰，而不被觀眾所看好的鳴人，最一開始便使出多重影分身對戰。 | |                |
| 61 | 毫無死角！另一種絕對防禦 （Shikaku zero! Mō hitotsu no zettai Bōgyo）                                | 2003年12月3日  |
| 鳴人使出混身解數應戰，但卻被擁有白眼的寧次碾壓，而寧次更是用日向一族絕對防禦「回天」擋住攻擊，甚至包括自己練成的「柔拳法·八卦六十四掌」封住鳴人全身的查克拉穴道。隨著鳴人陷入無法凝聚查克拉的絕境，卻仍不肯輕易投降，對此吃驚的寧次取下護額展示自己兒時起被刻下的“籠中鳥”咒印，講述自己生於日向分家以來所經受的不公，以及父親日差更是被迫代替本家受罰而犧牲的命運。          | |                |
| 62 | 吊車尾的潛力 （Ochikobore no Sokojikara!）                                                           | 2003年12月10日 |
| 鳴人雖然同情寧次的不公待遇，但聲言這不能成為他傷害雛田的理由，同時下決心贏下這場戰鬥，發誓自己成為火影後會改變日向家。鳴人回想起跟隨自來也修練時的過程，成功在查克拉穴道封死的情況下引導出九尾力量，甚至靠出其不意的偷襲戰術，在所有觀眾的矚目下戰勝天才寧次。本以為自己受「命運」束縛的寧次，目睹鳴人受全場觀眾歡呼的同時，首次意識到命運能被改變。                         | |                |
| 63 | 正式選拔中的混亂 （Shikkaku!? Kiken! Maedaoshi! Haran bukumi no daihonsen!）                         | 2003年12月17日 |
| 落敗的寧次被雛田的父親日足揭示真相，自己的父親當年其實是為了保護家族才自願選擇犧牲，使寧次解開多年的心結。隨著鳴人破天荒的勝出，下一場是由佐助對我愛羅的比賽，但會場卻遲遲沒看到佐助的身影。蒜山剛打算宣佈佐助失去資格，卻在風影的極力爭取下，改為將佐助和我愛羅的比賽延後。隨著第三場比賽的勘九郎基於“私人目的”而故意棄權，此舉也使毫無乾勁的鹿丸提早面對比賽。             | |                |
| 64 | 真羨慕白雲！沒有幹勁的男人 （Kumo wa ii naa... yaru ki zero no otoko）                               | 2003年12月24日 |
| 為了爭取更多時間，手鞠出賽對抗鹿丸，因為嫌麻煩而剛想棄權的鹿丸甚至必須要由鳴人親手推入會場。起初鹿丸只會用影子的表現並不出色，後來卻憑藉出色的頭腦與戰術漸入佳境，造成原本感到無趣的觀眾，逐漸開始全神貫注地盯著戰況。令人料想不到的是，鹿丸在眼看著就要嬴得比賽的同時，卻因為無計可施而自願棄權、放棄這場比賽。即使鹿丸自己認為無所謂，卻不知道火影對他的表現給予最高評價。 | |                |
| 65 | 木葉之舞與砂暴衝擊的瞬間 （Gekitotsu! Konoha mai Suna ugomeku toki）                                 | 2003年12月31日 |
| 讓在場大名與所有觀眾期待已久的壓軸好戲－佐助對我愛羅即將開始，但佐助卻遲遲未現身。就在佐助即將隨著時限到頭而失去資格時，終於伴隨著卡卡西出現在會場中央而及時趕上，並承諾會贏下這場與鳴人一戰。但此時，我愛羅也顯露出非比尋常的可怕表情，上場前還殘忍殺死兩名企圖逼他打假賽的大名隨扈。目睹這一切的鳴人和鹿丸，害怕得幾乎說不出話來。                                         | |                |
| 66 | 呼喚暴風雨的人！佐助的濃眉小子流體術 （Arashi o yobu otoko!! Sasuke no Gejimayu-ryū Taijutsu!）      | 2004年1月14日  |
| 備受矚目的佐助和我愛羅的壓軸戰開打，佐助一開始就以飛快的體術技驚全場，而持拐杖到場觀賽的小李一下看出，佐助學會自己在預選中對抗我愛羅的體術；其由卡卡西用寫輪眼複製下來並傳授給佐助。雖然佐助率先佔據上風，但是面對異於常人的我愛羅，佐助很快感受到一股莫名的壓迫感。另一邊，大蛇丸的計劃也在背後悄悄地進行中。                                                               | |                |
| 67 | 這不是我的身手慢！究極奧義•千鳥誕生！ （Date ni okureta wake janai! Kyūkyoku ōgi - Chidori tanjō!!） | 2004年1月14日  |
| 比賽進入最高潮時，我愛羅突然違背“作戰計劃”，用砂之盾將自己周圍形成一個球體後。為了攻破其防禦，佐助使出卡卡西傳授的獨創雷遁招式「千鳥」，也因此讓重未受過傷的我愛羅落下肩膀傷。就在此時，躲在會場中冒充暗部的兜，服從大蛇丸命令而向全場觀眾使出催眠幻術。而正上方觀賽的風影也突然向身旁的第三代火影出手，開始「毀滅木葉行動」的信號。                                         | |                |
| 68 | 啟動毀滅木葉行動 （"Konoha Kuzushi" Shidou!）                                                        | 2004年1月28日  |
| 音忍與砂忍聯手進攻木葉，通靈出三條大蛇突破圍墻入侵村子。但作為計劃中重要一環的我愛羅受傷，勘九郎和手鞠奉命將他帶離村子靜待恢復，玄馬宣佈考試中斷後，指派佐助前去追擊。而在場的風影實為大蛇丸假扮，準備藉此襲擊殺死曾為自己老師的第三代火影·猿飛蒜山以改變現狀。而在會場保護觀眾席的卡卡西，命令陸續解開幻術的小櫻、鳴人和鹿丸前去支援佐助。                                  | |                |
| 69 | 期待已久的A級任務！ （Matte mashita! A-ranku ninmu dattebayo!!）                                     | 2004年2月4日   |
| 在卡卡西的簡單交待下，鳴人、小櫻和鹿丸立刻前往執行首次的A級任務，三人即將面臨的是前所未有的生死挑戰。而會場上方，蒜山與大蛇丸的戰鬥一觸即發，周邊由大蛇丸的護衛隊「音忍四人眾」佈下難以攻入的結界。而大蛇丸甚至使用禁忌通靈之術「穢土轉生」，從黃泉召喚回已故的初代和第二代火影並加以操縱，使局勢形成三對一的死鬥。                                                          | |                |
| 70 | 逃跑第一！怕麻煩還是得面對！ （Nigegoshi nanbaa wan Mendokuse~ ga yarukkyanee!!）                    | 2004年2月11日  |
| 鳴人三人接下卡卡西交辦的A級任務後，與靠氣味追蹤的通靈犬帕克追蹤佐助。然而察覺到此事的兜同樣派出九名音忍尾隨其後，為了確保任務能順利進行，一般都會選擇逃避的鹿丸卻率先提出獨自留下來拖延時間，以所剩無幾的查克拉與九名音忍戰鬥，而就在他力盡而即將送命時，所幸他的老師阿斯瑪及時趕到，打敗九名音忍而救下鹿丸。                                                                | |                |
| 71 | 古今無雙！火影級的戰鬥 （Kokon musō! "Hokage" toiu reberu no tatakai）                               | 2004年2月18日  |
| 大蛇丸用特殊符咒洗腦控制住穢土轉生的初代與第二代火影，而第三代展現出寶刀未老的氣勢，讓無法進入結界干涉的暗部們觀摩一場火影級的戰鬥。然而隨著初代使用獨有的木遁忍術，使年事已高的第三代開始難以維持體力，不得不通靈出能變身成「金箍棒」的猿猴王·猿魔，姑且重新佔據上風。然而大蛇丸很快露出令第三代震悚的“真態”，臉龐之下竟藏著一張女人的素顏。                                | |                |
| 72 | 火影的過錯！假面下的素顏 （Hokage no ayamachi Kamen ni shita no sukao）                              | 2004年2月25日  |
| 藉由大蛇丸假面下的素顏，第三代發覺他已完成以更換身體為基準的「永生之術」，面對眼前走入邪道、無法自拔的前弟子，不禁回想起過去的自己因一時心軟、選擇放大蛇丸一條生路的過錯。悔不當初的第三代意識到若繼續放任大蛇丸只會貽害無窮，至此下定決心要從大蛇丸手中保護木葉忍者村的一切。以所剩無幾的體力和查克拉，第三代不惜性命使用禁忌封印術「屍鬼封盡」。                           | |                |
| 73 | 禁術奧義！「屍鬼封盡」 （Kinjutsu ōgi! "Shiki Fūjin"）                                               | 2004年3月3日   |
| 第三代施展第四代火影當年封印九尾所使用的「屍鬼封盡」，相繼成功封印住初代和第二代的靈魂，同時發現大蛇丸用部下薩克和金當作穢土轉生術的活祭品，一怒之下靠「屍鬼封盡」擒住大蛇丸的靈魂。由於意識到自己的靈魂將會被抽走，大感不妙的大蛇丸慌亂之下做出最後拼搏，以草薙劍同樣刺穿第三代的胸膛。與此同時，佐助即將追上逃跑中的我愛羅三人…                                            | |                |
| 74 | 驚愕！我愛羅的真面目 （Kyōkaku! Gaara no Shōtai）                                                    | 2004年3月10日  |
| 隨著手鞠試圖阻止佐助而落敗，志乃隨後趕上來負責對付勘九郎，雖然志乃靠智取完勝，卻也跟勘九郎拼個兩敗俱傷。佐助追上我愛羅後本認為不足為據，然而緊接著目睹我愛羅變身成駭人的怪物，開始失去理智般地對佐助發起一系列恐怖攻擊。帶傷追上來的手鞠看到我愛羅怪物化的樣子，身體開始止不住地顫抖。                                                                                       | |                |
| 75 | 超越極限…佐助的決斷！！ （Genkai o koete... Sasuke no ketsudan!!）                                   | 2004年3月17日  |
| 變身後的我愛羅不但獲得再生能力，力量甚至飆升到佐助難以應對的級別。即使佐助施展千鳥確實地給我愛羅痛擊，卻也無法造成太大傷害。而連續使用兩次千鳥使佐助身體無法負荷，即使想起卡卡西交代他不能用第三次的忠告，但佐助還是決定越俎代庖發動最後一擊，以脖子上的咒印再次擴散出來的代價擊傷我愛羅的手臂。就在佐助即將死於我愛羅手中時，鳴人、小櫻和帕克及時趕來支援。                 | |                |
| 76 | 月夜的暗殺者 （Tsukiyo no ansatsusha）                                                               | 2004年3月24日  |
| 我愛羅當場將捨身保護佐助的小櫻一掌釘在樹上，留下不知所措的鳴人與無法行動的佐助。因目睹兩次「捨己為人」的情景，使我愛羅不斷地回想起過去，其中包含讓他痛不欲生的夜叉丸。兒時的我愛羅被砂忍村所有人視為怪物而敬而遠之，家人之中唯獨只有身為舅舅的夜叉丸陪在身邊，直到一晚夜叉丸不知什麼原因，突然試圖行刺我愛羅而遭到反殺…                                                      | |                |
| 77 | 光與黑暗 我愛羅的名字 （Hikari to Yami Gaara to iu na）                                              | 2004年3月31日  |
| 兒時的我愛羅無法置信，自己最相信的夜叉丸竟同樣對自己“懷恨在心”，而下達行刺命令的人正是我愛羅身為風影的父親。殘酷的現實讓我愛羅陷入比以往更深的仇恨深淵中，從此便以殺戮作為自己的存在價值。回到現在，鳴人從我愛羅的經歷中看到過去自己的影子，將佐助安頓好後答應會救回小櫻，開始飛蛾撲火般的對付我愛羅，給予最大希望的通靈之術卻只召喚出體積小的「蛤蟆吉」，導致戰鬥逆轉直下。 | |                |
| 78 | 爆發！這就是鳴人的忍法帖！ （Bakuhatsu! Korezo Naruto ninpōchō~~!!）                                 | 2004年4月7日   |
| 鳴人臨危不懼地展現自己“意外性第一”的技巧，靠出其不意的戰術給予我愛羅沉重一擊。不敢再大意的我愛羅覺醒體內的「砂之守鶴」的全貌，危機之中的鳴人正確通靈出蛤蟆文太，且因為保護過其兒子蛤蟆吉而得到文太援助。文太表示必須將身為守鶴媒介的我愛羅打醒，而為了接觸到守鶴頭頂，鳴人靈機一動而將文太的模樣變化的自己最熟悉的“九尾妖狐”。                                               | |                |
| 79 | 光與黑暗的交會 （Rimitto bucchigiri! ~Hikari to Yami~）                                              | 2004年4月14日  |
| 即使深陷重圍，鳴人仍奮力一頭槌將我愛羅打醒而制止守鶴作亂，文太解除通靈前也認可鳴人的實力。另一邊，第三代深知年老體虛的自己即將撐不下去，但仍拼死將大蛇丸的雙手靈魂用「屍鬼封盡」封印，以此確保大蛇丸不會再用忍術作惡多端。看著大蛇丸痛不欲生，第三代表示他們師徒倆終有一日會重聚後，面帶微笑地倒下去結束生命。                                                               | |                |
| 80 | 第三代火影，永別了 （Sandaime yo, towa ni......!!）                                                  | 2004年4月21日  |
| 倒地不起的我愛羅被鳴人的舉動感化，並回想起夜叉丸的忠言而體會到「愛」的真正意義，陷入自省下被勘九郎和手鞠扶持走。而「毀滅木葉計劃」最終以第三代火影戰死、大蛇丸敗逃而告終，木葉村為第三代與其他犧牲者們辦完慰靈祭，所有人強忍住悲傷、振作起精神，各自為重建木葉忍者村而努力，將第三代遺留的「火之意志」傳承下去。不久，木葉村外現身兩名頭戴斗笠、身穿黑色紅雲斗篷的神秘人士…  | |                |

### 綱手搜索篇
《綱手搜索篇》（日语：綱手搜索編）作為火影忍者第四篇章，在2004年4月28日－10月27日期間播出，改編自原作漫畫的第139－171章。主要講述經過毀滅木葉行動過後，為了使群龍無首的木葉村重回全盛時期，鳴人跟隨之前陪他修煉的師父自來也，一起去尋找離村多年的初代火影孫女綱手，打算讓她接任火影之位。但另一邊，毀滅木葉的罪魁禍首大蛇丸，同樣把魔掌也伸向綱手。後半段為動畫首個原創劇情篇章，在2004年9月15日－10月27日期間播出。主要講述綱手接任五代火影之後，鳴人、小櫻以及康復的佐助，負責保護茶之國少年森乃伊馱天而讓他贏下一場賽跑，避免外面的敵人前來干預伊馱天的比賽。
| 集数 | 标题 | 原版首映日期   |
| --- | --- | -------------- |
| 81 | 晨霧中的歸鄉 （Asagiri no kikyō）                                                                       | 2004年4月28日  |
| 木葉村開始慢慢恢復期間，砂忍村尋獲遭到刺殺的風影遺體，證實是大蛇丸暗中作梗而全面投降。與此同時，離鄉多年的佐助哥哥宇智波鼬與同是S級叛忍的干柿鬼鮫，兩人身穿黑色紅雲斗篷，藉著濃濃的晨霧進入村內，似乎是在尋找什麼。紅和阿斯瑪負責阻攔這兩名入侵村子的叛忍，然而鼬與鬼鮫的實力遠超他們的想像，難以應對之下依靠卡卡西出手相救。                                              | |                |
| 82 | 寫輪眼對寫輪眼 （Sharingan tai Sharingan!!）                                                            | 2004年5月5日   |
| 在寫輪眼對寫輪眼的衝突之中，擁有正統血繼限界的鼬佔據上風。而卡卡西不慎掉進鼬的強大幻術「月讀」而承受千刀萬剮的折磨，但倒下前證實他們的目標其實是鳴人，所幸阿凱及時出手救援而迫使鼬和鬼鮫撤退。自來也受兩名木葉元老催促繼承第五代火影之位，但自來也認為與他並肩「木葉三忍」的綱手繼任更為適合。自來也自願前去將離村多年的綱手找回，同時拎著鳴人一起出發當作修行。           | |                |
| 83 | 噢～NO！自來也的桃花劫，鳴人的浩劫 （ō, nō~! Jiraiya no jonan, Naruto no sainan）                       | 2004年5月12日  |
| 在鳴人和自來也修行及尋找綱手途中，尋找下手時機的鼬深知自來也強大的程度，便利用自來也的弱點、對一名女子施加幻術使用美人計引開他，好讓鳴人落單而下手捉捕。隨著卡卡西陷入重度昏迷，佐助從上忍口中得知鼬回村且瞄準鳴人的事實，便火速趕往鳴人與自來也落腳的地點，以免鳴人慘遭鼬的毒手。但在他抵達前，鼬搶先一步找到鳴人所在處而找上門…                                          | |                |
| 84 | 千鳥的吼叫 佐助的吶喊！ （Unare Chidori, Hoero Sasuke!）                                                | 2004年5月19日  |
| 佐助四處尋找過程中，慢慢回憶起自己童年時最慘痛的夜晚。多年前不慎晚回家的自己，目睹全族人在宇智波據地被殘殺的慘況，而自己的父母也在家中遭到屠殺，而下手的人竟是自己最敬愛的哥哥鼬。從那天起，佐助發誓要為失去的家人與族人報仇雪恨，趕到鳴人所在地後展露殺氣準備手刃仇人。然而被佐助給予全部希望的千鳥，卻被鼬不費吹灰之力破解。                                             | |                |
| 85 | 愚蠢的弟弟呀！恨我怨我吧 （Orokanaru otōto yo urame, nikume!）                                          | 2004年5月26日  |
| 即使佐助拼勁全力，卻仍達不到鼬實力的萬分之一，甚至被鼬諷刺“心中的憎恨遠遠不夠”。眼看著佐助快被折磨得不成人形，鳴人最終忍不住衝向前方時，及時趕回來的自來也使出至今尚無人能破解的「蛤蟆嘴束縛術」一舉困住鼬和鬼鮫，直到鼬使用特殊瞳術「天照」燒穿岩壁後陪鬼鮫脫逃。阿凱後來趕到解釋經過，表示月讀的中術者在短時間內難以恢復清醒，而自來也表示他們即將去找的綱手有能力治療。 | |                |
| 86 | 修練開始！我絕對會成為最強的忍者！ （Shugyō kaishi, Ore wa zettē tsuyoku naru!）                        | 2004年6月2日   |
| 自來也和鳴人把佐助託付給阿凱帶回村子靜養後，正式踏上尋找綱手的旅程。自來也同時決定在旅行的途中指導鳴人修練，讓鳴人對旅程充滿期待。然而剛一開始，自來也便花光鳴人的積蓄泡在花天酒地裡，使鳴人不慎發怒而得罪到訪的黑幫。自來也施展即將教授給鳴人的“新忍術”輕鬆擊退敵人，同時買下大量水球與氣球以供鳴人修煉使用。                                                             | |                |
| 87 | 毅力！弄破水球 （Konjō!!! Warero mizufūsen）                                                            | 2004年6月9日   |
| 自來也開始指導鳴人修練，看以簡單的第一階段修練門檻，即是用查克拉弄破水球，卻讓鳴人花費大量時間都不知如何是好。直到看見小貓撥弄水球玩耍時才靈機一動，找到查克拉“旋轉”訣竅而成功突破第一階段。然而第二階段則是更上一級的挑戰，以查克拉的“威力”弄破橡皮球。 | |                |
| 88 | 木葉標幟與護額 （Konoha māku to hitaiate）                                                              | 2004年6月16日  |
| 鳴人專注於釋放威力而成功打破橡皮球期間，剛從木葉敗逃的大蛇丸忍著痛苦尋找讓雙手恢復的方法，最終同樣把目光鎖定在曾經的同伴、精通醫療忍術的綱手身上。另一邊，綱手陪同隨從靜音一路輸遍街邊所有賭場，蒞臨著名賭博景點「短冊街」，這次剛一上手就突然破天荒中頭獎。綱手認為這是不詳的預兆時，很快就遭到大蛇丸前來會面。                                                           | |                |
| 89 | 波紋 （Hamon）                                                                                          | 2004年6月23日  |
| 大蛇丸找到綱手並透漏自己殺死第三代時落下傷勢，巧妙地利用綱手的“恐血症”之弱點，加上一條既殘酷又誘人的交換條件，亦是復活綱手所失去的兩名重要之人，要求綱手替他治療雙手。綱手被大蛇丸所提出的難以拒絕之條件而產生動搖，一心只想再見到自己多年前接連失去的弟弟與戀人，同時被大蛇丸勒令必須在一星期內做決定。                                                                   | |                |
| 90 | 憤怒爆發！不可原諒！ （Ikari bakuhatsu! Yurusanēttebayo）                                               | 2004年7月7日   |
| 自來也和鳴人抵達短冊街巧遇在酒館買醉的綱手，然而綱手再三表明自己沒有當火影的意願，不僅言語詆毀已故的先代火影們，甚至揚言「只有傻瓜才會當火影」。聽不下去的鳴人怒火沖天，要求跟綱手公開比試以教訓她。然而鳴人面對綱手完全是以卵擊石，但還是堅定地表示「火影就是自己的夢想」而讓綱手再度動搖。瞄準綱手分心的空檔，鳴人施展修煉中的新忍術衝向前方…                            | |                |
| 91 | 初代火影的遺物 召喚死亡的首飾 （Shodai Hokage no isan Shi o yobu kubikazari）                           | 2004年7月14日  |
| 由於新忍術威力還不足，鳴人最終沒能敵過綱手，對此感興趣的綱手拿自己從祖父初代火影的首飾出來當賭注，賭鳴人能否在一星期內學會這個名為「螺旋丸」的新絕招。靜音不願看鳴人持續誤會綱手的用意，便主動告訴鳴人關於綱手的慘痛過往，在戰爭時期接連失去相繼抱有「成為火影」之夢想的弟弟繩樹、以及情人加藤斷，令鋼手至今痛不欲生以外，甚至因恐血而再也無法擔任醫療忍者。               | |                |
| 92 | YES還是NO！綱手的回答 （YES ka NO ka! Tsunade no kaitō）                                                | 2004年7月21日  |
| 為了兌現與綱手的打賭，鳴人花費一星期沒日沒夜地修練螺旋丸而落下重傷。然而一星期後同樣是綱手與大蛇丸交易的日子，做出決定的綱手偷偷對自來也下藥，導致他渾身力量盡失，同時打昏準備阻攔自己的靜音，單獨去赴大蛇丸的約。所幸僅靠一晚就痊愈修煉傷勢的鳴人及時叫醒靜音，伴隨藥效未過的自來也前去阻止兩人的交易。就在此時，兜突然動身阻止綱手對大蛇丸的治療…                        | |                |
| 93 | 交涉決裂！！ （Kōshō Ketsuretsu!）                                                                      | 2004年7月28日  |
| 兜搶先察覺出綱手隱藏的殺氣，獲知她實際上是假借治療而趁機殺死大蛇丸。綱手表示自己即使再痛苦、也決定要實現她深愛的兩人共同的願望，為保護木葉忍者村而戰並成為火影。綱手不再猶豫而全力攻向罪孽深重的大蛇丸，然而兜在醫療忍術運用方面卻略勝一籌，隨著綱手因為肌肉受損加上恐血而全身顫抖不已，直到自來也一行人及時出現，使雙方的對戰一觸即發。                                   | |                |
| 94 | 看我憤怒的螺旋丸 （Kurae! Ikari no Rasengan）                                                           | 2004年8月4日   |
| 由於綱手受恐血影響而無力起身，自來也還未脫離藥效而力量暫時受限，大蛇丸藉助兜召喚出通靈大蛇佔據上風。靜音被兜從地底抓住雙腳、切斷肌腱而無力還擊，眼看綱手遭到無情毆打，孤掌難鳴的的鳴人仍憑著自己的毅力，努力替綱手擋下兜的攻擊。鳴人堅定地表示自己「當上火影前絕不會死」，緊接著使出自己花費一星期修煉完成、以影分身補足查克拉旋轉的成品「螺旋丸」攻向兜…                  | |                |
| 95 | 第五代火影！賭上性命的戰鬥 （Godaime Hokage, Inochi o kaketa tatakai!）                                 | 2004年8月11日  |
| 鳴人雖然成功發動螺旋丸給予兜重重一擊，但過程中卻被兜切斷心肌而陷入瀕死的局面。隨著兜慢慢自我痊愈傷勢，綱手被迫直面恐懼、盡自己所能地保證鳴人活著，然而大蛇丸卻打算就此殺死鳴人排除威脅。危急時刻使綱手從陰影中徹底醒悟，隻身擋下大蛇丸的連番致命攻擊，甚至克服恐血、解放額頭「陰封印」發動「創造再生」迅速恢復傷勢。為了消滅強敵，綱手、自來也與大蛇丸同時使用通靈之術。   | |                |
| 96 | 三忍間的攻防 （San sukumi no tatakai）                                                                  | 2004年8月11日  |
| 曾經的「木葉三忍」同時分別召喚出蛤蟆文太、蛞蝓、與萬蛇進行三方對決，自來也和綱手並肩作戰，發誓會在此消滅深陷邪道的大蛇丸。萬蛇因不敵兩隻通靈獸、加上不情願服從大蛇丸而解除通靈逃跑，最後導致大蛇丸和兜因二對一落入下風而再度敗逃。經此一役，綱手對平安康復的鳴人表示會成為第五代火影，同時將首飾送給他當作禮物，並相信鳴人能夠實現繩樹和斷未完成的夢想。                   | |                |
| 97 | 鳴人的溫泉之旅 （Naruto no yukemuri chin dōchū）                                                        | 2004年8月18日  |
| 在綱手的提議下，大家在回木葉忍者村之前，前往一處溫泉鄉泡溫泉，沒想到竟然在那裡遇到來向綱手討債的人，而鳴人則是在陰錯陽差之下，打算幫討債的人向綱手討債，沒想到最後竟然是白忙一場。 | |                |
| 98 | 綱手的通告，放棄當忍者吧 （Ninja o yamero! Tsunade no tsūkoku）                                         | 2004年8月25日  |
| 綱手時隔多年回到故鄉木葉忍者村會見高層與大名，而村子裡的忍者們也開始忙於第五代火影的就任事宜。在綱手的治療下，處於昏迷的佐助和卡卡西很快恢復清醒。然而當她正要治療小李時，卻得出小李因傷勢過重而可能無法繼續當忍者的結論，唯一的方法則是接受一種死亡率佔五成、除了綱手以外無人會做的特殊手術。                                                                             | |                |
| 99 | 繼承火的意志的人 （Hi no ishi o tsugu mono）                                                            | 2004年9月1日   |
| 木葉丸因為無法接受第三代火影爺爺已逝、必須由綱手接任火影的事實而鬧彆扭，將自己封鎖在爺爺生前的辦公室中不肯出來。鳴人自告奮勇的表明自己可以勸服木葉丸，然而始終吃閉門羹，最後還是由綱手迅速解決。木葉丸在無意間聽到綱手全力分析小李手術時，所說的「畢竟我是第五代火影」的一番話，最終受綱手的使命感所感化而解開心結。                                                       | |                |
| 100 | 熱血師弟的牽絆～男子漢貫徹忍道的時候～ （Nekketsu shitei no kizuna ~Otoko ga ninpō wo tsuranuku toki~） | 2004年9月8日   |
| 雖然小李是努力型的天才，但是面對身體上的障礙，可能再怎麼努力都不會有結果，後來小李在阿凱老師的鼓勵之下，終於決定接受綱手當時所提議的高危險性的手術。幸運的是，綱手經過多天努力，最終得出小李的手術其實有一半以上的成功率。緊接著在全村注視之下，綱手正式上任第五代火影。                                                                                                   | |                |
| 101 | 超想看看!卡卡西老師的真面目 （Mitai, Shiritai, Tashikametai Kakashi-sensei no sugao）                   | 2004年9月15日  |
| 鳴人突發奇想，想探索卡卡西面具下的真相，於是邀請小櫻和佐助一起參與，沒想到在追蹤的過程中，遭到和三個過去曾和卡卡西有過節的忍者，也因此鬧出了不少笑話，而三人最後還是沒有達到目的。 | |                |
| 102 | 全新任務!拯救情義人情與茶之國 （Iza shin ninmu Giri to ninjō to Chakoku o sukue!）                      | 2004年9月22日  |
| 在綱手的交待之下，鳴人、小櫻和佐助三人立刻啟程前往茶之國，執行保護茶之國老大山葵次郎長所推派的參賽者－森乃伊馱天的任務，也因此瞭解出芥這個港口小鎮內的一段幫派恩怨。然而伊馱天一直都不怎麼領情，但是鳴人他們還是克盡職守地緊跟在伊馱天的身旁。 | |                |
| 103 | 鳴人擊沈!?埋藏陰謀的大海原 （Naruto gekichin!? Inbau uzumaku ōunabara）                                 | 2004年9月29日  |
| 鳴人他們接下次郎長委託的任務後，便開始進行保護參加比賽的伊馱天。雖然鳴人他們數次幫助伊馱天，但伊馱天對忍者心存戒心，完全都不怎麼領情，直到昔日中忍考試的雨忍一行人出現攪局，伊馱天才慢慢地接受鳴人他們的協助。 | |                |
| 104 | 跑吧伊馱天！呼喚暴風雨的那基島 （Hashire Idate! Arashi o yubi haran no Nagitō!!）                       | 2004年10月13日 |
| 在鳴人他們的幫助之下，伊馱天終於脫離雨忍們的糾纏抵達岸邊，但沒想到綠青葵早就在岸邊等候伊馱天上岸…。而鳴人他們則是在海裡繼續遭到雨忍們的糾纏，直到鳴人應用螺旋丸製造出漩渦才得以脫困，但是等他們游上岸時，伊馱天早已被葵打到傷痕累累。 | |                |
| 105 | 終點前的雷聲隆隆大激鬥! （goal tyokuzen!raimei todoroku daigekitou）                                    | 2004年10月20日 |
| 在鳴人的幫助下伊馱天終於到達折返點，雖然伊馱天也因此重新燃起鬥志，但是葵的阻擋依然存在，即使鳴人和佐助卯足全力，卻仍然不是葵的對手，眼看著佐助和小櫻跌落吊橋之下，使鳴人和伊馱天開始陷入絕境。 | |                |
| 106 | 到得了嗎? 伊馱天！執著的最後衝刺 （Todoku ka Idate! Shūnen no rasuto supāto!!）                         | 2004年10月27日 |
| 佐助和小櫻眼看著跌落到懸崖下的鳴人，決心無論如何都要打敗眼前的葵，然而佐助面對手持雷神之劍的葵，直接被打得落花流水，甚至被葵諷刺是最弱的宇智波。但鳴人仍不氣餒，鎖定佐助用千鳥攻擊後在雷神之劍上所留下的裂縫攻擊，最終突發奇想而將葵擊敗，讓伊馱天得以完成未完的賽程而圓滿完成任務。                                                                                       | |                |

### 佐助奪還篇
《佐助奪還篇》（日语：サスケ奪還編）火影忍者第五篇章，在2004年11月3日－2005年5月18日期間播出，改編自原作漫畫的第172－238章。主要講述佐助因接連失敗而陷入比以往更強烈的復仇怒火，已不近人情的他主動接受大蛇丸派來的音忍四人眾邀約，以投奔敵人的方式尋求力量。他的逃跑迫使鳴人與同期三名下忍，在當上中忍的鹿丸帶領下進行這項危險的艱巨任務，從敵人手中將佐助救回木葉。
| 集数 | 标题                                                                                             | 原版首映日期   |
| --- | ------------------------------------------------------------------------------------------------ | -------------- |
| 107 | 我想和你戰鬥！終於起衝突，佐助對鳴人 （Omae to tatakaitai! Tsui ni gekitotsu Sasuke tai Naruto） | 2004年11月3日  |
| 負傷的佐助回到木葉村後接受綱手的調養之下住院靜養，此外鹿丸因為在中忍考試中表現不俗，在綱手以及全體中忍考試監考官的認可下，成為同期中唯一晉升為中忍的考生。然而此時的佐助因為無法維持自己跟鳴人的優越感，對鳴人燃起強烈的敵對意識，以至於按捺不住心中的怒火，直接向鳴人挑戰，而鳴人也欣然接受，兩人在醫院樓頂展開激烈戰鬥，甚至用出各自的必殺技。                                                                         |                                                                                                  |                |
| 108 | 看不見的裂痕 （Mienai kiretsu）                                                                  | 2004年11月10日 |
| 眼看著鳴人和佐助之間的衝突一發不可收拾，小櫻不顧性命跑去制止，所幸卡卡西及時出手阻止兩人打鬥，也讓佐助親眼見證鳴人的實力比自己更勝一籌。卡卡西見佐助負氣出走，一下意識到是因先前與鼬的見面才讓佐助陷入深深的焦慮，因此追上對其“用心”開導，陷入茫然的佐助似乎出現一些領悟，然而大蛇丸的指派前來的部下「音忍四人眾」卻也在此時盯上佐助，準備把他帶回音忍者村。                                                             |                                                                                                  |                |
| 109 | 音之忍者的邀約 （Oto no izanai）                                                                 | 2004年11月17日 |
| 音忍四人眾稍稍展現恐怖的實力讓佐助大驚失色，然而對方表示可以投靠他們以及大蛇丸來尋求“復仇的力量”，但也讓佐助自己決定是否要跟他們為伍。復仇心強烈的佐助不知深淺地接受請求，同時認為這是唯一能變強的選擇，於是決定去找大蛇丸。即使小櫻感覺到他的意圖而出面阻攔，甚至以真情告白的方式進行勸阻，最後仍然無法挽回佐助的心意，得到一句“謝謝你”後眼睜睜地看著他離開村子。                                                       |                                                                                                  |                |
| 110 | 結成鐵壁的陣式！ （Kessei! Teppeki fōmēshon）                                                    | 2004年11月24日 |
| 小櫻被佐助打昏而一覺睡到天亮，使綱手隔天才得知佐助已離開木葉村後，於是立刻派遣剛成為中忍的鹿丸執行將佐助帶回來的任務。鹿丸隨後便找來鳴人、丁次、牙、寧次等人一同上路，並在出發前擬定好如何應付敵人的陣式。小隊臨走前被手術順利完成而康復中的小李送行，鳴人同時對淚流滿面的小櫻發誓會帶回佐助，表示這是他們一生的約定。                                                                                                   |                                                                                                  |                |
| 111 | 接觸～音之忍者四人組的實力～ （Sesshoku ~Oto Yonin Shū no jitsuryoku~）                          | 2004年11月24日 |
| 為了在短時間內增幅佐助的咒印力量，音忍四人眾用特殊藥丸及製造結界「四黑霧陣」的方式，將佐助暫時封印在桶棺內完成過渡期。與此同時，木葉村的兩名上忍剛好發現音忍的蹤跡，兩方在森林裡發生激烈戰鬥。四人眾被迫展現恐怖的實力擊敗兩名上忍，隨後由鹿丸領軍的小隊也因此發現音忍的行蹤，原以為一切都很順利，但四人眾卻對他們早有防備而展開攻擊。                                                                                   |                                                                                                  |                |
| 112 | 突然起內鬨！？鹿丸小隊大危機 （Ikinari nakamare!? Shikamaru shōtai daipinchi）                   | 2004年12月1日  |
| 由於鹿丸等人的行跡敗露，使小隊全員集體困入次郎坊的「土遁結界·土牢堂無」中裡。鹿丸一行人除了受困之外，身上的查克拉也開始慢慢地被次郎坊吸收，鹿丸為了脫困而心生一計、裝作舉旗投降，不知其原由的牙與鳴人也因此錯怪鹿丸，頓時就在次郎坊的面前起內鬨。然而作為鹿丸長久以來的搭擋的丁次，得知鹿丸藉此找到結界之弱點，並藉助丁次的肉彈戰車將其擊破。                                                                            |                                                                                                  |                |
| 113 | 力量全開！燃燒的丁次 （Pawā zenkai! Moero Chōji）                                                | 2004年12月8日  |
| 在鹿丸的領軍之下，眾人突破次郎坊的土遁結界，雖然鹿丸立刻做好準備對敵，但在力大無窮的次郎坊面前仍顯得不值一提。為了幫鹿丸一行人爭取時間追回佐助，丁次決定留下來單獨面對次郎坊。雖然部分人都不看好丁次，但與他長久以來合作無間的鹿丸，卻十分信任丁次的實力。而丁次就憑著鹿丸的這份信賴之心，拿出自己祖傳的“殺手锏”藥丸與次郎坊拼死一搏。                                                                                   |                                                                                                  |                |
| 114 | 再見了朋友！即使如此還是相信你 （Saraba tomo yo...! Soredemo ore wa shinjiteru）                 | 2004年12月15日 |
| 面對吃下秋道一族秘傳藥丸而實力暴增的丁次，次郎坊不得不進入駭人的“狀態二”試圖挽回局勢。從小因為內向且肥胖的丁次常遭到同伴的排擠，但是鹿丸卻觀察到丁次不為人知的優點，也因此成為從小就是好朋友兼死黨。如今在鹿丸的影響之下，丁次不顧性命吃下最後的紅色藥丸，進入蝶化狀態擊殺次郎坊，然而也很快面臨吃下紅色藥丸的致命副作用。雖贏下戰鬥卻無力追上同伴的丁次，慢慢倒在樹前失去意識。                                         |                                                                                                  |                |
| 115 | 你的對手就是我了！ （Omae no aite wa kono ore da!）                                              | 2004年12月22日 |
| 鹿丸一行人持續追擊而追上音忍，而這次由六隻手的鬼童丸留下來抵擋。鹿丸雖然安排出其不意的階段性戰略，卻仍然不是鬼童丸的對手。後來是寧次找到應付鬼童丸的攻擊竅門，同樣決定單獨留下來對付鬼童丸，讓鹿丸率領鳴人和牙他們繼續追擊。雖然寧次已發現鬼童丸以查克拉構成的蜘蛛絲弱點，但鬼童丸有著極高的戰鬥智商與水平，一場死鬥也隨之展開。                                                                                         |                                                                                                  |                |
| 116 | 視線360度！白眼的死角 （Shikai sanbyaku rokujū do, Byakugan no shikaku）                         | 2005年1月5日   |
| 寧次雖身為木葉忍者村下忍中並列最強，但面對實力更勝一籌的鬼童丸，還是顯得相當吃力。精通的柔拳甚至被鬼童丸用身體汗腺分泌出的蜘蛛黏金擋下。由於深知近身戰贏不過寧次的柔拳，鬼童丸開始採取遠距離攻擊形式，最終察覺到寧次白眼的360度視野其實有一個「死角」，於是瞄準這個死角位，向寧次發動避無可避的致命一擊。但由於寧次仍屹立不倒，仗著好玩心態的鬼童丸同樣進入狀態二…                                                       |                                                                                                  |                |
| 117 | 不能輸的理由 （Makerarenai riyū）                                                                | 2005年1月5日   |
| 寧次雖然僥倖躲過鬼童丸的致命攻擊，但仍淪落為瀕死的局面，認為自己的死角弱點已暴露而毫無勝算。然而，寧次回想起鳴人曾經交予他的忠言，給了他堅持下去的信心以及不能輸的理由。寧次瞄準死角處釋放查克拉使鬼童丸的箭矢偏離要害，將柔拳透過蛛絲灌回給鬼童丸而成功重創其身體，乃至忍著傷痛跑回去徹底擊敗對方。懊悔自己玩過頭的鬼童丸慢慢斃命，寧次將救回佐助的使命託付給同伴後也慢慢失去意識。                                     |                                                                                                  |                |
| 118 | 奪回已來不及用的容器 （Dakkan~Ma ni awanakatta utsuwa）                                          | 2005年1月12日  |
| 由於大蛇丸的身體提前到極限而等不及佐助的到來，於是在兜的強烈建議下，只好先轉生到其他較適當的容器的身體中，耐心等待下一次轉生機會。而鳴人一行人隔早終於追上左近和多由也，在鹿丸的分工策略下而順利地把裝佐助的棺材搶回來，然而左近和多由也一怒之下開始緊追在後。與此同時，大蛇丸麾下的另一個最強高手，出動前去奪回容器。                                                                                                   |                                                                                                  |                |
| 119 | 失策！新的敵人 （Shissaku! Aratanaru teki）                                                      | 2005年1月19日  |
| 為了順利將佐助救回，牙冒險留下來爭取時間，但為了救受困的赤丸而不慎與左近共同跌進山谷。就在這時，神秘的新敵人君麻呂悄聲無息地現身，將佐助的桶棺帶回給大蛇丸，留下多由也一人對付鹿丸和鳴人。在鹿丸製造時機之下，鳴人一人脫困試圖追回佐助，最終在一片平原趕上君麻呂，得知大蛇丸想將佐助的身體當作轉生容器後，以九尾力量製造出無數個分身準備加以阻止。                                                                       |                                                                                                  |                |
| 120 | 吶喊！吼叫吧！極致的標籤 （Unare! Hoero! Kyūkyoku no taggu）                                     | 2005年2月2日   |
| 隨著鳴人想辦法用無數個分身，與實力“毛骨悚然”的君麻呂周旋時，鹿丸也在用所剩無幾的查克拉、忍具與頭腦與多由也周旋。而牙伴隨赤丸正與在峽谷底端與左近交戰，期間發現他身體裡其實存在著其兄長右近。“一體雙生”的兩兄弟進入咒印狀態二，聯手擊潰牙與赤丸最新修煉的強大合體技“牙狼牙”，而左近眼睛不慎受傷時，右近偷偷鑽入牙的體內進行“細胞融合”…                                                                                    |                                                                                                  |                |
| 121 | 各自的戰鬥 （Sorezore no tatakai）                                                               | 2005年2月9日   |
| 牙不得不以自殘的方式逼出右近，導致右近落下重傷而一時無法行動，也讓牙找到時機帶著受傷的赤丸沿著水路逃離追殺。而鳴人面對君麻呂利用體內人骨的特殊血繼限界，僅能靠分身持續採取人海戰術。而另一邊的鹿丸艱難地跟使用笛聲操縱通靈怪物的多由也周旋，目睹多由也吹出至今無人倖免的必殺笛曲「魔鏡之亂」。 |                                                                                                  |                |
| 122 | 假動作！男子漢鹿丸 起死回生的賭注 （Feiku! Otoko Shikamaru kishikaisei no kake）                 | 2005年2月16日  |
| 鹿丸目睹三隻通靈怪物跟隨「魔鏡之亂」的笛聲而提升速度，嘴裡還冒出一種能吞噬身體能量的特殊物質。躲入暗處的鹿丸開始用身上僅剩的忍具安排佈局，藉助精心安排的一系列假動作，一度用影子控制住三隻怪物。但就在即將反敗為勝之際，多由也解除通靈，進入實力暴增的咒印狀態二。眼看鹿丸已無力招架，卻在趁多由也近身時發動最後的賭注…                                                                                                  |                                                                                                  |                |
| 123 | 木葉的蒼藍野獸拜見了！ （Konoha no aoki yajū kenzan!）                                           | 2005年2月23日  |
| 一籌末展的鳴人眼看著無數個影分身都被毫發無損的君麻呂消滅，而佐助此時過渡完成而從桶棺裡突破出來，卻也不顧鳴人的吶喊而頭也不回地離開。鳴人因為分心而即將被殺，手術康復的小李突然及時趕到要助鳴人一臂之力，才讓鳴人有機會脫身去追趕佐助。在木葉村，綱手和阿凱發現手術成功的小李溜出醫院跑去支援鹿丸小隊，甚至發現小李誤將綱手的酒瓶當作藥瓶帶走時，突然讓阿凱驚覺事態不妙。                                                 |                                                                                                  |                |
| 124 | 野獸炸裂！跳吧飛吧向前衝吧！ （Yajū sakuretsu! Hajikero futtobe tsukinukero!）                   | 2005年3月2日   |
| 由於君麻呂同樣擅長體術，加上小李因為剛做完手術而無法劇烈運動。隨後在吃藥時，小李誤把酒當作藥喝下而開始打起醉拳，然而即使是速度飛快、眼花繚亂的醉拳攻勢，仍然是君麻呂佔據上風。就在小李、鹿丸及牙三方都即將被各自的強敵擊殺之際，恢復成木葉同盟的砂之忍者我愛羅、勘九郎和手鞠，都在關鍵時刻分別趕到救下三人一命。 |                                                                                                  |                |
| 125 | 木葉同盟國 砂之忍者 （Konoha dōmeikoku Suna no shinobi）                                         | 2005年3月9日   |
| 鳴人難以追上跑走的佐助，而在木葉和砂忍恢復同盟的情況下，勘九郎和手鞠分別抱著贖罪的心態，以及他們剛修煉完成的新絕招，在短時間內就殲滅左近、右近以及多由也，使牙、赤丸和鹿丸分別撿回一命。而我愛羅現身援助小李，使對付君麻呂的戰鬥瞬間逆轉，同時使他們這兩頭“怪物”的最強對決一觸即發。 |                                                                                                  |                |
| 126 | 最強對決！我愛羅對君麻呂！ （Saikyō taiketsu! Gaara tai Kimimaro!!）                             | 2005年3月16日  |
| 我愛羅命令小李不要插手，作為在中忍考試重傷過他的歉意。然而君麻呂也並非等閒之輩，多次從我愛羅的密封式攻擊中脫困。君麻呂回憶起自己因恐怖的能力，被自己的輝夜一族囚禁在牢籠中度過童年，成為族內唯一倖存者後被大蛇丸收留而給予使命，卻因身體先天性疾病而無法將身體給大蛇丸作為容器。那一刻，君麻呂進入狀態二，發誓會在生命結束前完成最後的使命。                                                                             |                                                                                                  |                |
| 127 | 最後的一擊！早蕨之舞 （Shūnen no ichigeki Sawarabi no Mai）                                      | 2005年3月30日  |
| 我愛羅和君麻呂的攻防戰仍在繼續，意識到查克拉將不夠的我愛羅靠流沙將君麻呂埋入地底，同時諷刺君麻呂被大蛇丸“洗腦”。因此被激怒的君麻呂發動最後一擊「早蕨之舞」，整座平原被骨頭森林覆蓋。眼看著君麻呂的骨頭就要對我愛羅發動致命一擊，但君麻呂卻因病在此時劃下休止符，留給我愛羅和小李無盡的思索。另一邊，鳴人在火之國邊際的一座瀑布前追上佐助…                                                                                |                                                                                                  |                |
| 128 | 聽不到的吶喊 （Todokanai sakebi）                                                                | 2005年3月30日  |
| 鳴人狂奔到火之國邊際的“終末之谷”追上佐助，卻目睹得到一部分大蛇丸力量的佐助，早已不是之前多次捨身救他的同伴。受咒印影響的佐助內心甚至變得暴戾，聲言自己已不需要木葉同伴的幫忙。儘管鳴人再怎麼動之以情，一心想達到目的佐助仍然不為所動，執意要去大蛇丸的身邊獲得力量，甚至毫不猶豫地對面前盡全力阻擋自己的鳴人發起一系列攻擊…                                                                                              |                                                                                                  |                |
| 129 | 兄與弟 太遙遠的存在 （Itachi to Sasuke tōsugiru sonzai）                                         | 2005年4月6日   |
| 面對已得到大蛇丸部分力量的佐助，鳴人被知曉自己弱點的佐助痛打到吐血，然而鳴人一心想帶佐助回木葉忍者村的心意，也不禁讓佐助想起了對過去那段不堪回首的記憶。佐助從小立志追隨哥哥鼬的腳步，加入以宇智波為首的木葉警務部隊，即使深知這個理想難以實現。但後來佐助察覺到部分族人對鼬抱有某種不信任感，甚至指控鼬疑似殺害自己的摯友宇智波止水，從而挑起鼬與族人乃至父親富岳之間的“衝突”。                                         |                                                                                                  |                |
| 130 | 父與子 出現裂痕的家紋 （Chichi to ko Hibiwareta kamon）                                          | 2005年4月13日  |
| 佐助與鳴人對戰期間繼續深入童年的回憶，回想起自己為了練成宇智波一族的基本忍術「火遁·豪火球之術」，每天都無時不刻地練習，然而卻一直沒辦法製造出完美的大火球，甚至被父親指出自己遠不如哥哥鼬。然而努力總是會有成果，佐助最終練成完美的豪火球，也因此得到父母親的誇獎，讓佐助有種說不出來的開心。但這並沒有修復出現裂痕的一家人，佐助還發現父親和鼬之間的關係漸行漸遠。                                                      |                                                                                                  |                |
| 131 | 開眼 萬花筒寫輪眼的秘密 （Kaigan Mangekyō Sharingan no himitsu）                                 | 2005年4月20日  |
| 為了讓父親和哥哥和好如初，佐助希望鼬在自己放學回家後陪自己練習，卻只得到哥哥冷冰冰地回答。就在當晚，晚回家的佐助目睹全族人、包括父母都被自己一直敬仰並希望超越的哥哥鼬屠殺，自己既難以相信也無力抵抗。鼬供述唯有這麼做才能讓佐助覺醒真正的萬花筒寫輪眼力量，表示自己是靠“殺死自己的摯友”才成功開眼，揚言佐助有朝一日獲得與他相等力量後便可以來找他，縱使佐助就此踏上不惜一切獲得力量的復仇之路。                         |                                                                                                  |                |
| 132 | 朋友 （friend）                                                                                  | 2005年4月27日  |
| 卡卡西出任務回來才得知佐助離村、綱手只派一群下忍將其追回，心裡承認自己輕視佐助和鳴人的衝突，當下就放下新的任務，用忍犬追尋兩人下落。另一邊，鳴人和佐助的戰鬥進入白熱化，雖然兩人都承認彼此是好朋友，但佐助為了得到萬花筒寫輪眼，一心想致鳴人於死地，此舉讓鳴人頗為困惑。佐助最後下狠心用千鳥貫穿鳴人的胸膛，然而也激發出鳴人不惜一切想將佐助帶回村子的覺悟，直接在佐助面前釋放九尾力量。                                 |                                                                                                  |                |
| 133 | 淚眼的咆哮！你是我的朋友 （Namida no hōkō! Omae wa ore no tomodachi da）                         | 2005年5月4日   |
| 佐助開始難以應付九尾力量逐漸失控的鳴人，面對鳴人無論如何都要將自己帶回村子的執著，佐助雖試圖理解朋友的用意，卻也怒吼鳴人在沒有切身體會自己的經歷與感受的情形下仍在自說自話。兩人為了證明各自的想法，開始一場對等的忍者決鬥，這股覺悟使佐助的寫輪眼更上一級，清楚地看穿鳴人的動作而一度重新佔上風。但隨著重傷瀕死的鳴人力量同樣更上一階，佐助最終承認鳴人不可思議的實力，將咒印力量提升到狀態二…                          |                                                                                                  |                |
| 134 | 淚雨的結局 （Namida ame no ketsumatsu）                                                          | 2005年5月11日  |
| 隨著瀑布的戰鬥接近尾聲，鳴人和佐助都逐漸被各自的力量反噬，決定靠接下來的螺旋丸與千鳥分出勝負。經過雙方的極致奧義之交鋒，鳴人成功在佐助護額上留下一痕，卻也被一度收拳的佐助擊至昏迷。陷入茫然的佐助拒絕殺死鳴人後正式投奔黑暗，而卡卡西在帕克帶領下最終來遲一步，並發現佐助將護額留在昏倒的鳴人身邊。由於下雨而無法繼續追蹤佐助下落，卡卡西只能先將鳴人帶回村子治療。不為人知的是，一名「曉」成員始終在一旁觀戰。         |                                                                                                  |                |
| 135 | 無法實現的约定 （Mamorenakatta yakusoku）                                                        | 2005年5月18日  |
| 鳴人被卡卡西背回木葉村治療，其他同伴都平安無事以外，身負重傷的丁次和寧次經過治療也平安脫險，鹿丸除了自責以外也迅速振作。得知佐助沒回來的小櫻，在鳴人面前佯裝鎮定，其實心中另有打算。鳴人由於沒能實現約定，一心只想趕快把佐助帶回來。自來也匯報大蛇丸錯過這次轉生期後，準備正式收鳴人為徒，讓鳴人把握接下來的三年進行訓練，以獲得力量救回佐助。而「曉」同時獲知佐助投奔大蛇丸的消息，在神秘首領召集下齊聚一堂並開始行動。 |                                                                                                  |                |

### 原創篇
《原創篇》（日语：オリジナル編）自2005年5月25日開始到2007年2月8日期間，《火影忍者》播出共84集的動畫原創篇章，故事設定於佐助奪還行動過後以及動畫疾風傳之間，主要講述鳴人一行夥伴各自的任務故事，期間一小部分內容則改編自原作漫畫的第236－238章。

#### 原創篇1
| 集数 | 标题 | 原版首映日期   |
| --- | --- | -------------- |
| 136 | 潛入搜查！終於接到的超Ｓ級任務 （Sennyū sōsa!? Tsui ni kitakita chō-S-kyū ninmu）                                | 2005年5月25日  |
| 小櫻下定決心自行去尋找佐助的下落，察覺到小櫻會這麼做的鳴人，當然也不可能坐視不管。於是自來也為了保護鳴人和小櫻，決定向綱手請求，由他帶著他們兩人一起出S級任務，沒想到才剛出任務自來也好色的老毛病就犯了，也因此給鳴人和小櫻帶來一堆麻煩…。 | |                |
| 137 | 無法者的城市 風馬一族的身影 （Muhōsha no gai Fūma ichizoku no kage）                                             | 2005年6月1日   |
| 自來也以蒐集情報為由，前往煙花柳巷，沒想到卻遇到專門打劫的盜賊，卻也意外得到大蛇丸的相關消息。另一方面，鳴人和小櫻則是決定自行尋找大蛇丸的消息，卻巧遇遭到音忍襲擊的莎莎，因而得知莎莎的表哥嵐前往音忍者村之後，便音訊全無，於是便興起幫助莎莎尋找嵐下落的念頭，沒想到追殺莎莎音忍早已掌握鳴人他們的行蹤…                                                                                                 | |                |
| 138 | 純潔的背叛 靠不住的請求 （Kiyoki uragiri Hakanaki negai）                                                        | 2005年6月8日   |
| 鳴人和小櫻為了保護莎莎不遺餘力，後來在自來也的幫助下，終於擊退音之忍者，沒想到後來莎莎竟然背叛鳴人他們，在達成任務後，莎莎也發現自己原來也受騙，在鳴人與自來也合力的攻守之下，三名音忍自然不是對手，後來蜉蝣選擇以犧牲的方式解救夥伴…回到音忍者村之後，地蜘蛛和神切向大蛇丸求情，希望大蛇丸能救蜉蝣，沒想到大蛇丸竟然提出要他們用生命換生命!                                                              | |                |
| 139 | 恐怖！大蛇丸的宅第 （Kyōfu! Orochimaru no tachi）                                                                | 2005年6月15日  |
| 在自來也的帶領下，鳴人和小櫻他們終於進入大蛇丸的宅第裡，沒想到才剛進去不久就得兵分三路，他們也因此各自遇到自己必須克服的陷阱… | |                |
| 140 | 兩個鼓動 兜的陷阱 （Futatsu no kodō Kabuto no wana）                                                             | 2005年6月22日  |
| 小櫻在落單之後，走到了一扇門前，本來想打退堂鼓，卻因為聽到兜的聲音而繼續前進，就在小櫻飽受兜與大蛇丸的威脅，即將面臨死亡的時刻，鳴人及時出現，但是鳴人沒多久後也陷入眼前這個兜的陷阱裡，後來莎莎救了鳴人一命，而眼前的兜也在此時露出真面目… | |                |
| 141 | 小櫻的決心 （Sakura no ketsui）                                                                                  | 2005年6月29日  |
| 眼看著小櫻就要被失控的阿嵐殺死，所幸鳴人及時相救，並給小櫻加油打氣，然而眼看著鳴人陷入困境，小櫻只能勉強幫上忙。後來阿嵐找回自我並犧牲自己，為她們爭取逃出的時間，事情也平安落幕。小櫻也因為這次任務而下定決心，正式向綱手拜師學習醫療忍術。 | |                |
| 142 | 嚴懲設施的三惡人 （Genkai shisetsu no san akunin）                                                               | 2005年7月6日   |
| 木葉忍者村裡有一處專門看管重罪犯人的嚴懲設施，當綱手在調閱過去的檔案時，懷疑早先誘騙鳴人竊取重要卷軸的叛忍水木，與大蛇丸之間有非比尋常的關係，於是命令阿斯瑪與紅前往監獄內調查，沒想到當兩名上忍抵達時，水木早已做好逃獄的準備… | |                |
| 143 | 跑吧咚咚！現在只能靠你的鼻子了 （Hashire Tonton! Omae no hana ga tayori dattebayo）                              | 2005年7月13日  |
| 鳴人事先偷聽到水木和大蛇丸的聯繫，趕到監獄時發現阿斯瑪與紅重傷倒地不起，再加上本來和靜音一起去追擊水木他們的咚咚突然跑回來，表明靜音出事。鳴人於是帶著咚咚立刻出動打算解救靜音，沒想到卻在過程中中了水木設下的陷阱，也因此必須面對和風神雷神兄弟對決的結果… | |                |
| 144 | 新生三人一組 兩人與一隻！ （Shin'sei surīman seru futari to ippiki）                                             | 2005年7月20日  |
| 隨著水木與伊魯卡的交戰，昔日的恩怨情仇也逐一浮現。至於對付風神與雷神兄弟的鳴人，似乎絞盡腦汁也找不出可以對付他們的好辦法，最後甚至是救兵趕到，才能暫時免除風神雷神兄弟的威脅… | |                |
| 145 | 新陣仗炸裂！豬鹿蝶 （Sakuretsu! Nyū fōmēshon Inoshikachō）                                                       | 2005年7月27日  |
| 就在鳴人陷入危機的時候，鹿丸、井野和丁次即時出現，化解了危機。但是，力大無窮的風神雷神兄弟也不是好惹的，還好在鹿丸他們三人合作無間，總算暫時控制住風神雷神，讓鳴人得以追蹤水木和伊魯卡老師的下落…。而伊魯卡則是身陷於水木所設下的陷阱中，不知道鳴人他們是否能即時趕上… | |                |
| 146 | 遺留下的野心 大蛇丸的影子 （Nokosareta yabō Orochimaru no kage）                                                 | 2005年8月10日  |
| 在鳴人和帕克即時趕到後，將伊魯卡從爆炸後的瓦爍堆中救出，後來水木的未婚妻－小樁要求同行，但伊魯卡不肯答應，於是小樁表示自己一定可以帶他們找到水木，伊魯卡才勉為其難地答應。另一方面，綱手則是查明水木手中的藥方是怎麼回事，再加上得知風神雷神兄弟也隨水木葉忍者村起逃獄後，也立刻起身出動，因為她知道光靠鳴人他們幾個，根本不是水木和風神雷神兄弟的對手…                                                   | |                |
| 147 | 因緣的對決！你是打敗不了我的 （Innen no taiketsu! Omae ni ore wa taosenee）                                      | 2005年8月17日  |
| 水木喝下大蛇丸的禁忌實驗所調配出來的紅色藥水後，變成力大無窮的怪物而力壓鳴人和伊魯卡，尤其是鳴人被水木持續重擊腹部，水木甚至殘忍地踩踏鳴人的肚子將他打趴在地上。另一方面，對付風神雷神兄弟的鹿丸三人也幾近撐不下去，直到綱手現身成功阻止且勸降風神雷神。鳴人靠螺旋丸擊敗不可一世的水木，目睹水木很快退化成老人，得知水木也是大蛇丸的棄子之一，藥品只能維持一時且帶有副作用，大蛇丸的相關線索又再次斷了線… | |                |
| 148 | 連赤丸也嫉妒的超追蹤力！尋找夢幻的微香蟲 （Chō-tsuibiryoku ni Akamaru mo shitto! Maboroshi no Bikōchū o sagase） | 2005年8月17日  |
| 在油女志乃的提議之下，調查大蛇丸下落的跡象又露出了一線矚光，也就是尋找相當難得一見、能追蹤任何氣味的微香蟲。在取得綱手的同意後，小組隨即在志乃的領帶下啟程，雖然過程中屢屢出現鳴人與志乃不和的狀況，但最後總能大事化小，小事化無。就在他們快找到微香蟲線索的時候，卻出現了意料之外的發展… | |                |
| 149 | 有哪裡不一樣！？看起來還不都一樣是蟲 （Doko ga chigau no sa!? Mushi tte onaji mienai ka）                        | 2005年8月24日  |
| 在志乃的帶領下，鳴人他們仍然持續進行微香蟲的搜尋工作，但鳴人在找尋過程中屢屢出錯，但後來在雛田的白眼協助之下，一行人終於抓到微香蟲。然而，躲在暗處的三名岩忍決定奪取微香蟲，對方身為曾敗給油女一族的蜜蜂蟲使「上水流一族」。三人趁雛田落單時佈下蜂蜜陷阱而抓獲，以她的性命向鳴人三人交換微香蟲 | |                |
| 150 | 欺騙，變身，被騙！壯烈的蟲蟲大戰 （Damashite bakashite damasarete! Sōzetsu mushimushi dai batoru）               | 2005年8月31日  |
| 得知雛田已被上水流一族的人擄走之後，鳴人他們也下定決心要把雛田平安救出，同時也堅持保護雛田到底。剛開始，救援情況看起來似乎還算順利，但其實對手也早已想好因應對策，鳴人他們想好的對策也因此以失敗收場，於是一場蟲蟲大戰就此而起… | |                |
| 151 | 燒燃吧，白眼！這就是我的忍道 （Moe yo Byakugan! Kore ga watashi no nindō yo）                                    | 2005年9月14日  |
| 經過一番激戰後，由志乃率領的小隊看似被上水流一族打敗，但後來雛田憑藉著一股不放棄的決心，終於掙脫蜂蠟的束縛，更獨力用全新練就的絕招打敗上水流一族的三個人。雖然如此，任務卻還是在鳴人的失誤下無功而返。 | |                |
| 152 | 給生者的葬送曲 （Sei aru mono e no sōsōkyoku）                                                                   | 2005年9月21日  |
| 酢醬草金山是川之國內少數的礦山村落，卻因為黑鍬家族的強行介入，使得整個村莊變了個樣，帶頭者的雷牙，喜歡以葬送生者的方式懲罰村民，六助等人為了向木葉忍者村求援，不惜長途跋涉，終於抵達目的地。後來，在綱手的指派下，由寧次帶領小李與天天，再加上鳴人也隨行，便與六助一行人出發前往酢醬草金山，只不過此行的任務，並沒有他們想像的那麼簡單…                                                                   | |                |
| 153 | 傳達到心裡的！愛的鐵拳 （Kokoro no todoke! Ai no Tekken）                                                        | 2005年9月28日  |
| 六助一心想救被活埋的夥伴，於是擅自離開鳴人他們，卻因此被黑鍬家族逮捕，雷牙為了報負六助偷跑，更決定替他舉辦一場葬禮，得知此事的鳴人一行人當然不會袖手旁觀…然而就在他們順利救出六助之後，寧次竟然發現有人在盯著他們看，但是卻無法用白眼鎖定出對象，這到底是怎麼一回事呢… | |                |
| 154 | 白眼的天敵 （Byakugan no tenteki）                                                                               | 2005年10月5日  |
| 在雷牙和蘭丸的合作無間之下，寧次的白眼幾乎無用勇之地，還因此讓鳴人和小李他們的攻擊撲了個空，後來甚至都被雷牙的雷電之牙電到暈死過去，後來是靠小李的肌肉記憶反應才讓鳴人他們逃過一劫，也因為小李才打散了雷牙和蘭丸的合作，讓寧次終於有機可乘… | |                |
| 155 | 悄悄靠近的黑雲 （Shinobi yoru anun）                                                                             | 2005年10月12日 |
| 鳴人們在大家通力合作之下終於擊敗雷牙，但是面對頓失依靠而且死意甚堅的蘭丸，卻也不知該如何是好，後來在了解蘭丸那段不堪回首的過去之後，總算有點釋懷，並決心要幫助他…沒想到鳴人一行人在回到生命咖哩屋後沒多久，發現暴風雨即將來臨，在準備做好防護措施時，蘭丸和芥子居然不見了… | |                |
| 156 | 逆襲的雷牙 （Gyakushū no Raiga）                                                                                 | 2005年10月19日 |
| 雷牙因為蘭丸的犧牲而甦醒過來，誤以為蘭丸已死的雷牙於是決定向鳴人他們討回公道，便命令芥子帶鳴人他們過來。其實蘭丸只是暈死過去，後來在天天不放棄的幫助與山椒和芥子的生命咖哩的滋養下，蘭丸總算是活了下來。但是和得到自然力量的雷牙交手的鳴人們，可就沒那麼幸運了… | |                |
| 157 | 跑吧！！！生命的咖哩 （Hashire!!! Seimei no karē）                                                               | 2005年10月26日 |
| 雷牙在蘭丸的幫助之下起死回生後，在雷擊的助力下功力更勝一籌，陸續打敗了鳴人他們，而山椒婆婆則是打算用生命的咖哩為鳴人他們加油打氣，沒想到在調配時出了一點差錯，但也總算是喚醒了小李和鳴人，即使如此小李和鳴人仍然不是雷牙的對手。然而受生命的咖哩所感動的蘭丸，卻在此時打算與雷牙同歸於盡… | |                |
| 158 | 大家跟著我來！汗水與淚水的塔可拉米野外求生 （Minna ore ni tsuite koi! Ase to namida no takurami dai sabaibaru）  | 2005年11月2日  |
| 綱手決定派鳴人等們擔任忍者學校野外求生活動的小組長，帶領學員完成模擬的任務，為了搶第一，鳴人不惜帶領組員們通行危險的路徑，也使得因天候因素而取消演習的消息，無法傳達給鳴人率領的小組… | |                |
| 159 | 是敵是友！？荒野的獎金獵人 （Teki ka mikata ka!? Kōya no shōkinkasegi）                                          | 2005年11月9日  |
| 鳴人們在綱手的指派下，出發前往石之國緝捕一名偷走茶之國諸侯名壺的小偷－五寸釘，本以為只是小事一樁，沒想到在抵達石之國後，才發現此行的任務並沒有想像中的容易，再加上與一名自稱是漣漪的獎金獵人邂逅後，讓鳴人他們更覺得事有蹊蹺，開戰後鳴人的肚子被劍柄狠狠擊中，之後鳴人被打趴在地… | |                |
| 160 | 抓或是被抓！？御可寺的決鬥 （Eru ka erareru ka!? Okkē tera no kettō）                                            | 2005年11月16日 |
| 鳴人一行人在得知漣漪的身世之後，還是決定繼續逮捕五寸釘，而漣漪則是帶傷和鳴人他們競爭，經過一番纏鬥竟然讓同是獎金獵人的月給漁翁得利，一舉抓住五寸釘和漣漪，並且扭送官府，也因此使得鳴人他們不敢出手。但是，後來在月的幫助之下，總算還是還給了漣漪一個公道… | |                |

#### 原創篇2
| 集数 | 标题                                                                              | 原版首映日期   |
| --- | --------------------------------------------------------------------------------- | -------------- |
| 161 | 稀客登場！蒼藍的野獸？猛獸…珍獸？ （Sankyaku kenzan Ao no Yajū? Mōjū?... Sanjū?） | 2005年11月23日 |
| 木葉忍者村某日有一對自稱是來自超菁英份子忍者村的男子潛入，竟然還喬裝成遠行出任務的阿凱與小李的模樣，經卡卡西發現後向綱手報告，綱手於是決定藉此機會惡整兩人，沒想到鳴人居然以為破綻百出的兩人真的是阿凱與小李本人，還死纏著要和他們一起修練，也因此讓那兩人吃足了更多苦頭…                                                                      |                                                                                   |                |
| 162 | 白色的詛咒武士 （Shiroki noroi musha）                                            | 2005年11月30日 |
| 地處的偏鄙的鳥之國，因為飽受在夜裡出現的詛咒武士的困擾，身為諸侯兒時好友的地馬隻身前來木葉忍者村求助，綱手雖然不怎麼願意接受這個酬勞微薄的託委，卻也因為道義也勉強接下，並指派由寧次領軍，天天和鳴人為輔的三人小組前去執行任務… |                                                                                   |                |
| 163 | 策士•紅明的困惑 （Sakushi - Kōmei no omowaku）                                    | 2005年12月7日  |
| 就在寧次懷疑策士•紅明可能就是這起詛咒武士的幕後黑手，並要求地馬帶他們去見鷺，沒想到就在湖畔邊看到鷺的同時，出現了刺客要刺殺鷺，後來所有的證據都指向是紅明所為，但寧次他們也從中發現了蹊蹺… |                                                                                   |                |
| 164 | 遲來的救兵 （Ososugita suketto）                                                  | 2005年12月14日 |
| 詛咒武士出沒的傳聞與鷺大人的暗殺事件，隨著紅明的招供而告一段落，但寧次他們也因為事情進行得太過順利，而懷疑事有蹊蹺，於是決定分頭調查，沒想到卻因此而惹來殺身之禍… |                                                                                   |                |
| 165 | 鳴人將死 （Naruto shisu）                                                         | 2005年12月21日 |
| 卡卡西現身後竟然要寧次他們打消營救鳴人的念頭，並隨即轉身趕回木葉忍者村，其實卡卡西是為甩開在後面跟蹤的忍者，再伺機回頭營救鳴人，並刺探整起事件的真相… |                                                                                   |                |
| 166 | 靜止的時間 （Todomatta mama no jikan）                                            | 2006年1月4日   |
| 心中充滿了仇恨的朱鷺，執意要為自己的父親與兄長報仇，任憑鳴人再怎麼勸也勸不動。但是，就在朱鷺化身詛咒武士，前去找孟宗報仇時，終於露出自己其實是妹妹朱鷺的真實身份… |                                                                                   |                |
| 167 | 白鷺展翅飛翔時 （Shirasagi no habataku jikan）                                    | 2006年1月4日   |
| 鳴人中了孟宗，其實是流浪忍者頭目——法器的幻術，在地馬的大聲呼喚下，終於清醒過來，雖然如此還是差點葬身在湖底，還好朱鷺的哥哥鷺及時顯靈，不但再次喚醒鳴人，更透過鳴人的傳話，讓朱鷺從仇恨中清醒… |                                                                                   |                |
| 168 | 燃燒吧水桶腰！搓揉拉長再煮熟吧！ （Moero Zundō! Mazete nobashite yude agero!）    | 2006年1月18日  |
| 鳴人和丁次都想嚐嚐很久沒吃到的一樂拉麵，沒想到一樂拉麵居然臨時休息，但是不死心的丁次，聞到一樂傳出拉麵的味道，於是和鳴人一起查探真相。沒想到他們因此得知菖蒲被料理忍者擄走的消息，於是決定助手打一臂之力… |                                                                                   |                |
| 169 | 記憶空白的那一頁 （Kioku Ushinawareta peiji）                                     | 2006年1月25日  |
| 由於海之國委託木葉忍者村護送御用金船與消滅海魔，於是綱手便巧妙地集合村子裡手邊沒事的下忍，並由紅豆帶隊前往海之國執行任務。然而曾經跟過大蛇丸的紅豆，似乎和海之國有過一段淵源。但是他們才搭上船之後沒多久，就遭到傳說中的海魔攻擊… |                                                                                   |                |
| 170 | 衝擊 被封閉的門扉 （Shōgeki Tozasareta doa）                                      | 2006年2月1日   |
| 鳴人因為受困海中跟大家失散了，還好有漁火出手相救，總算撿回了一命…。至於紅豆他們則是一邊追查鳴人的下落，同時也搜索有關海魔的消息，他們在得知有關漁火的消息後，便即刻前往漁火的住處，沒想到也因此發現漁火就是海魔的事實，而鳴人也在這時候與紅豆他們會合…                                                                                         |                                                                                   |                |
| 171 | 潛入 已設計好的陷阱 （Sen'nyū Shikumareta torappu）                               | 2006年2月8日   |
| 紅豆憑藉著昔日的記憶，解開了在海之國的發生神隱事件的真相，並帶領鳴人他們一同前往鬼界島尋找大蛇丸的下落，沒想到那裡只剩下仍然堅持拿人體做實驗的阿馬奇等人，大蛇丸早已不知去向。雖然大蛇丸已離開，但由於阿馬奇對實驗結果與力量的執著，才會讓海之國籠罩在海魔騷動的紛擾之中…                                                                      |                                                                                   |                |
| 172 | 絕望 被撕裂的心 （Zetsubō Hikisakareta hāto）                                     | 2006年2月15日  |
| 鳴人不希望漁火受到阿馬奇的控制，於是使出渾身解數，就是為了喚醒漁火蘊藏在內心深處的那顆善良的心，但是漁火已下定決心，為了讓自己恢復原狀，就算不擇手段也在所不惜…。然而當漁火發現鳴人的際遇也跟自己類似的時候，終於… |                                                                                   |                |
| 173 | 海戰 被解放的力量 （Kaisen Tokihanatareta pawā）                                  | 2006年2月22日  |
| 鳴人召喚出蛤蟆文太來對付阿馬奇的海怪，沒想到蛤蟆文太因為不習慣海水而頗多抱怨，雖然如此最後還是和鳴人一起合作打敗了海怪。漁火在鳴人他們的建議下決定跟他們回木葉忍者村去接受治療。紅豆則是前往次郎島，想找出記憶空白的那一頁… |                                                                                   |                |
| 174 | 不可能的喲！完美的忍法•錢遁之術 （Arienēttebayo! Serebu ninpō - Kinton no Jutsu） | 2006年3月1日   |
| 鳴人在綱手的連哄帶騙之下，接下珠寶商之子邦日左的一日忍者體驗遊，雖然因此見識到有人錢出手之闊綽，卻也從中證實不是所有的事物都能用金錢買到。而邦日左在跟著鳴人見習忍者生活，也學習到了全新的價值觀… |                                                                                   |                |
| 175 | 就挖這裡汪汪！尋找埋藏的寶藏 （Koko hore wan wan! Maizōkin o sagase）             | 2006年3月8日   |
| 正當在鳴人吵著無任務可執行之際，綱手突然召見鳴人、牙與雛田三人，要他們去尋找祁答院一族的海鮮上所委託的尋寶任務。但是若無法成功達成任務，就必須回忍者學校重修，鳴人他們也因此下決定心絕對要成功完成任務，只不過這趟任務並沒有他們想像中的容易…                                                                                                  |                                                                                   |                |
| 176 | 快跑，亂跑，迂迴跑！追蹤，被追，搞混了 （Jiguzagu sō! Otte owarete machigaete）   | 2006年3月15日  |
| 受困的鳴人他們，在合作無間下終於平安脫困，也立即趕回木葉忍者村通知大家，有人冒充他們，打算大鬧村子的消息。沒想到在一陣忙亂與波折之後，才知道原來是綱手藉這個機會考驗他們… |                                                                                   |                |
| 177 | OH！？ PLEASE Mr. POSTMAN （OH!? Purīzu ? Misutā Posutoman）                      | 2006年3月22日  |
| 鳴人在完成任務的回程中巧遇自來也，於是立刻要求自來也指導自己修練，但自來也以必須趕稿為由拒絕了鳴人，鳴人為了達到目的，於是自己幫自來也寫稿，並直接委託飛腳忍者送到出版社，但忙中有錯，也因此引發了一陣騷動… |                                                                                   |                |
| 178 | 邂逅 擁有“星星”之名的少年 （Deai "Hoshi" no na o motsu shōnen）                   | 2006年3月29日  |
| 綱手同意星忍者村支援護衛的委託後，立刻派由寧次領軍的三人小組前往執行任務，鳴人在得知此消息後也運用脆計成功說服綱手。沒想到才剛到達星忍者村就因為當地的特殊地形發生了意外插曲，也因此邂逅了一位名叫「斯麥爾」的少年，然而就在他們進入星忍者村之後，更發現似乎事事都透露著玄機…                                                                  |                                                                                   |                |
| 179 | 夏日星 回憶中的搖籃曲 （Natsuhi Hoshi, Omoide no Komori Uta）                     | 2006年4月5日   |
| 星忍者村的“星星”遭竊之後，寧次他們也展開調查行動，雖然早已隱約察覺到事有蹊蹺，但在追蹤之後更發現諸多疑點。然而斯麥爾也在這時候遭到蒙面忍者擄走，這到底是怎麼一回事… |                                                                                   |                |
| 180 | 秘術 孔雀妙法的代價 （Hijutsu Kujaku Myōhō no Daishō）                            | 2006年4月12日  |
| 寧次他們雖然是受委託前來星忍者村執行任務，卻在過程中發現疑點重重，於是分頭展開調查，也因此掌握到該村首領赤星的可疑事證… |                                                                                   |                |
| 181 | 星影 遭到隱瞞的真實 （Hoshikage Hōmurisarareta Shinjitsu）                        | 2006年4月19日  |
| 隨著鳴人跟夏日一起墜落山谷，寧次他們也決定開始搜尋的行動，除此之外，因為小李他們救出了被赤星軟禁的斯麥爾，於是斯麥爾決定帶著寧次他們前往森林裡尋找鳴人的下落。然而赤星他們卻已早一步追循夏日的查克拉，找到了“星星”的所在，他們過去因為“星星”所衍生的事實也因此逐一現出了原形…                                                                  |                                                                                   |                |
| 182 | 重逢 剩餘的時間 （Saikai Nokosareta jikan）                                       | 2006年4月26日  |
| 隨著赤星找到夏日的下落後，一場無法避免的戰鬥就此展開，赤星卑鄙地利斯麥爾當要脅，夏日只好乖乖的交出“星星”，但也因此身體重傷。然而一對多年不見的母子，也因此再度重逢，沒想到好景不常，一心想阻止星忍者村進行“星星”修練的夏日，竟然不告而別… |                                                                                   |                |
| 183 | 星星的光芒更加耀眼 （Hoshi wa kagayaki o mashite）                                | 2006年5月3日   |
| 一心想報仇的斯麥爾，發現母親夏日已經在修行場內身亡，而赤星則是打算藉機殺了斯麥爾，沒想到夏日利用身前最後一氣，使出可以保護斯麥爾的忍術…。而赤星的醜行也在北斗星與三連星的揭發下敗露，雖然赤星想利用星星的力量反擊，但是鳴人在夏日靈魂的協助下，終於打敗赤星…。而斯麥爾一行人，則是在綱手的治療下，全都恢復了健康…。                            |                                                                                   |                |
| 184 | 犬塚牙漫長的一天 （Inuzuka Kiba no naga~i ichinichi）                             | 2006年5月10日  |
| 赤丸因為有感染罕見病毒的可能性，鳴人便在綱手的命令下開始執行監視的任務，沒想到赤丸真的受到病毒感染，異常的症狀越來越明顯，雖然綱手想盡力搶救，卻也做了最壞的打算…。然而，誤以為綱手要殺了赤丸的牙，竟然強行帶走赤丸逃亡…。 |                                                                                   |                |
| 185 | 木葉忍者村的傳說 真的存在 （Konohagakure no Densetsu, Onbaa wa jitsuzai shita!!） | 2006年5月17日  |
| 鳴人在森林裡修練的時候，以為遭到鷲的糞便攻擊，沒想到那竟然是傳說中的翁巴的小孩。而翁巴的小孩會把張開眼第一個看到的人當作是自己的親人，於是鳴人就得忍耐翁巴的小孩一直趴在他背上直到長大為止。沒想到這個傳說背後，還暗藏著綱手與自來也在年少時的一段賭注…。眼看著翁巴的小孩以驚人的速度成長，綱手只好派鳴人單獨前往深山裡，執行掃蕩山賊的任務…。 |                                                                                   |                |
| 186 | 笑不停的志乃 （Warau Shino）                                                      | 2006年5月24日  |
| 因為人手不足，綱手於是派鳴人跟著志乃一起執行任務，本來是最適合志乃的任務，卻因為志乃中了笑不停的藥笑個不停，所以只好由鳴人硬著頭皮代替志乃上場擔任代理喪主，不能在葬禮進行中笑出聲音來…。還好鳴人算是很爭氣的強忍住不笑，雖然在最後一刻破了功，但還算是有了圓滿的結局…。                                                                       |                                                                                   |                |

#### 原創篇3
| 集数 | 标题 | 原版首映日期   |
| --- | --- | -------------- |
| 187 | 開業！木葉搬家中心 （Kaigyō!! Konoha hikkoshi sentā） | 2006年5月31日  |
| 鳴人一行人在綱手的指派下前往菜之國護衛行商小販，沒想到到達目的地後才發現自己被綱手擺了一道，成了木葉搬家中心的員工，雖然心有不甘，卻也只能硬著頭皮幫忙搬東西。然而上路後不久，鳴人即發現事有蹊蹺，但是在丁次大而化之的解釋之下，潛藏的危機立刻成了事不關己的烏龍。然而行商小販中的百合之信與菊介卻早已心知肚明，菊介甚至還單獨採取行動…。                     | |                |
| 188 | 想不透 被盯上的行商小販 （Fukakai, nerawareta gyōshōnin） | 2006年6月7日   |
| 隨著菊介的死亡被發現後，鳴人他們終於知道自己護衛的對象並非單純的行商小販，而是菜之國的城主的女兒春菜，至於菊介與百合之介則是負責保護她的忍者，菊之丞與百合之丞。面對菊之丞已死的事實，與利用老弱婦孺當掩護的策略曝光，春菜仍然堅持為了自己的安全，做任何犧牲都是值得的，雖然鳴人無法認同，卻還是堅持做好自己的任務…。                                         | |                |
| 189 | 地下水 無窮盡的忍具 （Chikasui Mujinzou no ningu） | 2006年6月14日  |
| 經過一番激戰，鳴人似乎察覺到類我所施展的水忍術的弱點，再加上百合之丞的建議，最後總算是打敗了類我。然而打敗類我之後，還有另外兩個邪忍仍然威脅著春菜的安危，即使雛田提議最好先回木葉忍者村向火影大人報備，但鳴人卻堅持必須保護春菜，也因此吃了不少苦頭…。 | |                |
| 190 | 白眼已看穿！磁鐵忍者的死角 （Byakugan wa mita! Jiki tsukai no shikaku） | 2006年6月21日  |
| 鳴人被磁鐵忍者打得毫無招架的餘地，他用大量巨岩攻擊鳴人，砸中鳴人脆弱的腹部後徹底將他打趴，雛田不忍心愛的鳴人就此喪命，於是拼了命也要救鳴人，後來利用白眼找到磁鐵忍者的弱點，並孤注一擲，甚至不惜與自我同歸於盡，最後終於打敗自我。而鳴人則是在丁次們的呼喚下醒來，也因此得以順利救出雛田…。                                                                   | |                |
| 191 | 死亡宣告“晴時多雲偶陣雨” （Shi no Senkoku "Kumori Tokidoki Hare"） | 2006年6月28日  |
| 鳴人跟春菜眼看著就要逃到國境外的村莊，沒想到卻遭到煉瓦的阻撓，再加上煉瓦施展奇特的忍術，鳴人根本無招架之力，他持續被忍術攻擊腹部，甚至被打到吐血，雖然如此鳴人還是全力保護春菜，在追打過程鳴人終於發現煉瓦忍術的破綻…。 | |                |
| 192 | 井野尖叫！豐滿系的天堂 （Ino zekkyō! Pocchari ? Paradaisu） | 2006年7月5日   |
| 綱手指派新的任務給井野執行，並派遣鳴人擔任助理工作，沒想到委託人指定井野當她的替身，代替發福後的自己去相親，而接下來的發展更是出乎人意料之外… | |                |
| 193 | 歡迎踢館的道場！爆炸的青春 （Biba dōjōyaburi! Seishun wa bakuhatsu da） | 2006年7月12日  |
| 小李為了讓自己的功夫更上一層樓，蓋了一間道場等人上門踢館。鳴人為了擺脫小李的糾纏，找來阿凱老師假冒踢館者，但在陰錯陽差之下，又出現一個冒牌的阿凱老師… | |                |
| 194 | 怪異 被詛咒的幽靈城 （Kaiki, norowareta yureishiro） | 2006年7月19日  |
| 由於蜜之國的夫人離奇失蹤，綱手找上牙、雛田與鳴人組成一隊前往搜尋，雖然鳴人最害怕幽靈，但也只好硬著頭皮出任務。沒想到才剛到達目的地，傳聞中的城池就出現在眼前… | |                |
| 195 | 第三個超獸 最大的對手 （Daisan no chōjū, Saidai no raibaru） | 2006年7月26日  |
| 小李到醫院做定期檢查，沒想到診療的結果相當不樂觀，更糟糕的是小李在與一名新手過招練習時受傷，再加上阿凱決定帶矢倉同行出任務，此舉幾乎讓小李的心情跌至谷底… | |                |
| 196 | 淚眼衝突！熱血師徒對決 （Namida no Gekitotsu! Nekketsu shitei taiketsu） | 2006年8月9日   |
| 阿凱為了尋找失足的矢倉跳下山崖，沒想到卻遭到一大群木人的圍攻，甚至還被困在木人圍堵的城堡裡，原來那是阿凱昔日的手下敗將的三個兒子，想要為死去的父親報仇所設下的陷阱。沒想到這個陷阱最後竟然演變成阿凱與小李之間的師徒對戰…。 | |                |
| 197 | 大危機！木葉11人全員集合 （Daipinchi! Konoha no jūichi nin zen'in shūgō） | 2006年8月16日  |
| 木工玄翁偷走村內重要的設計圖，事跡敗露後，他立即引爆自殺。綱手驚覺木葉村已陷入空前的危機，決定啟動超Ｓ級非常警戒，任命鹿丸為首的11名中下忍負責追蹤設計圖下落… | |                |
| 198 | 鳴人的記憶連暗部也投降 （Anbu mō teage, Naruto no kioku） | 2006年8月23日  |
| 暗部決定利用逆向催眠，問出鳴人與玄翁兩星期前的談話內容，但鳴人的記憶力讓暗部們大失所望…。另一方面，在鹿丸的指揮下，大家開始找到了一些蛛絲馬跡… | |                |
| 199 | 沒射中 開始浮現的標靶 （Matohazure, Mietekita hyōteki） | 2006年8月30日  |
| 鳴人跟小李他們在檢查忍者學校時，發現道場裡有個奇怪的原木，學生們還利用原木練習苦無，後來鳴人覺得不太對勁，找來寧次用白眼深入追查，竟發現了一項可怕的事實… | |                |
| 200 | 積極而且是最強勢的救兵 （Gen'eki baribari, Saikyō no suketto） | 2006年9月13日  |
| 在人手不足的情況下，木葉村的資深前輩們也出面幫忙，沒想到他們竟然帶回了舊式引爆符，原來引爆符在三十年前就已設置好，一段不為人知的過往雲煙也因此逐漸明朗化… | |                |
| 201 | 多重機關 毀滅前的倒數計時 （Tajū torappu, Hōkai no kauntodaun） | 2006年9月20日  |
| 在鹿丸看出引爆符只是玄翁的欺敵策略，以及鳴人發現玄能的蹤跡後，整起事件的輪廓似乎已逐漸成形，以鹿丸為首的小組在跟玄翁幾番交手之後，總算讓這起事件劃下句點… | |                |
| 202 | 忍者們的汗與淚的名勝負BEST 5！動畫版也有令人期待的番外編 （Honjitsu Happyō! "Ninjatachi no ase to namida no Meishōbu Besuto 5! Otanoshimi no bangai hen moaruttebayo" Supesharu） | 2006年9月27日  |
| 為了慶祝火影忍者堂堂邁入第五年，由鳴人跟小櫻連袂為大家介紹大家心中前五名的戰鬥場景，甚至還邀請了特別來賓到節目的現場，和觀眾見面一起回顧過去的精采片段… | |                |
| 203 | 紅的決定 被留下來的第8小組 （Kurenai no ketsudan, Torinokosareta Daihachihan） | 2006年10月5日  |
| 紅突然決定不再擔任指導第8小組的上忍，此舉讓牙他們很錯愕，鳴人自告奮勇要幫忙解決，並且在無意之中發現，紅與自己在里見之丘遇到的神秘女孩，似乎有所關聯… | |                |
| 204 | 被盯上的八雲 遭到封印的能力 （Nerawareta Yakumo, Fūinsareta nōryoku） | 2006年10月5日  |
| 鳴人為了向八雲求證紅老師的事，卻也因此身陷於幻術之中，雖然如此，清醒後的鳴人仍然死纏著紅不放，因而再次身陷幻術中。另一方面，有不明人士圍攻里見山莊，綱手從飛鴿傳書中得知此事，立刻派阿凱率領雛田等人前往救援，也命令小櫻一同前往，負責醫療八雲。沒想到小櫻竟然在途中踢到身陷幻術中的鳴人…。                                                                   | |                |
| 205 | 紅的最高機秘任務～與第三代火影的約定～ （Kurenai no gokuhi ninmu ~Sandaime to no yakusoku~）                                                                                      | 2006年10月5日  |
| 紅帶著八雲逃避雲海的追擊，後來在阿凱他們的協助之下，總算擊退雲海，得以全身而退。然而紅也在八雲的心情暫時平息後，開始訴說自己如何與八雲結緣的一段過往，看似單純的一族興衰，背地裡卻又暗潮洶湧，一場各說各話的過往，考驗著鳴人他們如何下判斷的智慧…。 | |                |
| 206 | 是幻覺或真實 控制五感的東西 （Genjutsu ka genjitsu ka, Gokan o seisuru mono） | 2006年10月19日 |
| 鳴人一行人離開里見山莊後不久，便發現木葉忍者村慘不忍睹的景象，雖然如此鳴人他們還是決定先安置好紅跟八雲，然後才調查村子裡的情況。後來鳴人發現無人的村子裡還有一個可疑身影，原來那個人就是雲海，在雲海的告知下，才知道眼前的一切，原來所有人都身陷在八雲所施展的幻術裡面…。                                                                                     | |                |
| 207 | 應該已遭到封鎖的力量 （Fūjiraretahazu no nōryoku） | 2006年10月26日 |
| 八雲想殺了紅以洩心頭之恨，而鳴人則在雲海的協助下從幻術中脫困，後來不但救了大家，也即時阻止八雲殺死紅。然而，就在八雲回想起事實真相時，有了輕生的打算，就在此刻，始作俑者終於出現，原來那就是住在八雲內心深處的無我意識…。 | |                |
| 208 | 貴重之物 花鳥風月的重量 （Meiki, Kachōfūgetsu no omosa） | 2006年11月2日  |
| 某日綱手交待鳴人跟牙一起執行護送珍貴寶物的任務，但鳴人他們沒想到委託人竟然是個吊兒郎當的傢伙，不但態度漫不輕心，甚至還一直把寶物看得比自己的性命還重要，也因此惹來了一身麻煩，卻又怪鳴人他們無能。雖然如此，鳴人他們還是竭盡全力執行護送的任務…。 | |                |
| 209 | 對手是「不忍」 （Teki wa "Shinobazu"） | 2006年11月9日  |
| 森之國內有一個由逃亡忍者所組成的不忍集團，以相當殘忍的手段四處燒殺掠奪，後來官方終於在一次圍捕行動中，逮到了其中的一名成員－丸鐵，經商議後決定將他押送至森之國首都接受偵訊。然而，為了防止其他不忍成員半路攔截，木葉忍者村也派出鳴人、小李以及小櫻隨行護衛，沒想到大老遠跑來的鳴人一行人，竟遭到極冷淡的對待，就在鳴人按捺不住情緒時，不忍成員也採取了行動…。 | |                |
| 210 | 迷惑的森林 （5oi no mori） | 2006年11月16日 |
| 押送丸鐵的船被切斷後，順著土岐所切割出的支流前進，沒想到後來竟從瀑布摔落，因而全毀，鳴人不但跟小櫻他們走散了，還因此跟丸鐵和轟一起被困在迷惑森林裡。後來丸鐵說出自己因偷走不忍集團的不義之財而遭到排擠時，轟完全無法接受，而鳴人則是選擇相信，認為丸鐵可以帶他們走出迷惑森林，但土岐就在此時發動攻擊…。                                                       | |                |
| 211 | 火焰的記憶 （Honō no kioku） | 2006年11月30日 |
| 丸鐵想帶鳴人他們離開迷惑的森林，無法揮別過去夢魘的轟，則是時時刻刻都想殺了丸鐵為家人報仇…。後來不忍文殊出面困住了鳴人他們，丸鐵因此被文殊帶走。而小櫻他們則是遭遇到為了尋找丸鐵下落而來的明雄一行人，小櫻他們也因此得知，原來明雄他們平常都是丸鐵在照顧的…。打算將丸鐵帶回不忍巢穴的文殊，卻在途中巧遇明雄他們…一場無法避免的衝突就因此引燃…。                | |                |
| 212 | 各自的道路 （Sorezore no michi） | 2006年12月7日  |
| 鳴人他們在丸鐵的帶領下，前往不忍的巢穴救明雄。修羅雖然佈下了天羅地網打算困住鳴人他們，但最後還是沒有得逞，甚至還被鳴人的螺旋丸擊敗，不忍也就此瓦解。在順利救出明雄後，轟決定放丸鐵一條生路，讓丸鐵可以繼續照顧明雄和那些孩子們…。 | |                |

#### 原創篇4
| 集数 | 标题                                                          | 原版首映日期   |
| --- | ------------------------------------------------------------- | -------------- |
| 213 | 失去的記憶 （Ushinawareta kioku）                             | 2006年12月14日 |
| 鳴人為了吃到手打口中的夢幻麵麻，於是便在完成任務的回程中，跑到崖邊去摘麻竹，沒想到也因此救了一名失去的記憶的少年到忍者村，雖然大家都不贊成少年繼續留在村子裡，但是在鳴人的大力保證下，綱手也只好勉為其難的同意了，沒想到後來村子裡真的開始出現異狀…。 |                                                               |                |
| 214 | 開始浮現的事實 （Torimodoshita genjitsu）                     | 2006年12月21日 |
| 綱手從麵麻施展的忍術判斷，他可能跟田之國的音忍者村有關，麵麻隨即表示願意前往田之國搜尋失去的回憶，除了鳴人同行之外，綱手還派了寧次跟天天一同前往。沒想到才到了途中，便發現一處深受盜賊之襲，而且幾乎被燒光的村落，麵麻直覺自己跟這個村落似乎有關聯，並決定留下來協助村落預防盜賊入侵…。                                                                                            |                                                               |                |
| 215 | 不想面對的過去 （Keshi saritai kako）                         | 2006年12月21日 |
| 當阿南與村裡的人發現麵麻就是襲擊村子的同夥時，大家都不願意接納他，甚至還攻擊他，後來麵麻向鳴人說出自己的記憶並未喪失的真相，同時說明自己跟死韻等人的一段因緣。麵麻為了替沾滿血腥的過去贖罪，不惜與死韻對上，最後甚至不惜犧牲自己的性命拯救村子…。 |                                                               |                |
| 216 | 消失的匠 被盯上的守鶴 （Kieta takumi - Nerawareta Shukaku）   | 2007年1月11日  |
| 綱手得到匠忍者村有異狀的情報，便派卡卡西前往察訪。經證實後，情況的確有異，於是派貴多位上忍與中忍出擊。沒想到卻也在此時收到砂忍者村的求援傳令，在情報資源有限的情況，便指派鹿丸帶領村子裡僅存的下忍，攔截向我愛羅下戰帖，並挾持了一名砂忍的不明對手。而足智多謀的鹿丸在確保任務成功與不得有任何犧牲者的前提下，已擬定出一套萬全的策略…。                                            |                                                               |                |
| 217 | 砂的同盟國 木葉忍者 （Suna no dōmeikoku - Konoha no shinobi） | 2007年1月18日  |
| 四天象人擄走小祭後，為了達成某種目的開始兵三分路將我愛羅與手鞠、勘九郎他們區隔開來。手鞠跟勘九郎本來以為可以輕鬆解決對手，沒想到最後竟必須靠木葉忍者及時出現，才得以化解危機。而鳴人跟小李則是火速前往支援我愛羅…。 |                                                               |                |
| 218 | 遭到封鎖的砂 水虎的反擊 （Fūjiwareta suna, Suiko no hangeki） | 2007年1月25日  |
| 打算各個擊破的四象天人，也的確讓手鞠跟勘九郎陷入困境，還好鹿丸與牙他們即時趕到，不但化解了危機，也幫助手鞠與勘九郎擊敗對手。而鳴人跟小李，則是火速趕往我愛羅與水虎打鬥的地點，雖然外表看起來是我愛羅佔盡優勢，但實際上我愛羅已面臨了極大的危機…。 |                                                               |                |
| 219 | 甦醒過來的極致武器 （Yomigaetta kyūkyoku heiki）              | 2007年2月1日   |
| 寶龜眼看著已經控制住了我愛羅，認為時機已成熟，便開始進行將匠忍者村的極致武器完成化的過程，雖然鳴人執意阻止卻還是徒勞無功。後來匠忍者村的極致武器真的甦醒過來，那就是匠忍者村的始祖－生命，起死回生。當生命復活後，便開始吸取我愛羅的查克拉，就在我愛羅漸漸失去意識的時候，守鶴開始慢慢地成形了…。                                                                                  |                                                               |                |
| 220 | 踏上旅程 （Tabidachi）                                        | 2007年2月8日   |
| 眼看著我愛羅被生命逼入了絕境，雖然鳴人努力的想幫助我愛羅，卻還是無法如願，而鹿丸一行人也是完全插不上手，然而我愛羅就在一籌莫展之際，回想起昔日與鳴人對打時的對話，因為想保護最重要的人的意念，讓我愛羅擊敗生命…。雖然卡卡西與自來也即時趕到，但事情已解決，根本無用武之地。回木葉忍者村後，自來也決定帶著鳴人踏上修練之旅，一心想精進修練的鳴人，簡單收拾行囊便與自來也踏上旅程…。 |                                                               |                |